# نسل‌کشی چرکس
نسل‌کشی چرکس، پاکسازی قومی امپراتوری روسیه، کشتار، مهاجرت اجباری، و جابجا کردن بیشتر چرکسها از سرزمین خود چرکسیه بود که این سرزمین دربرگیرنده بخش بسیاری از قفقاز شمالی و ساحل شمال خاوری دریای سیاه می‌شد. 
جابجایی چرکسها پیش از پایان جنگ قفقاز در سال ۱۸۶۴ آغاز شد تا سال ۱۸۶۷ به پایان رسید. 
برخی آوارگان به صورت گسترده در روسیه ماندند و دیگر آورگان به امپراتوری عثمانی منتقل شدند.   در این جابجایی بسیاری در دریا غرق 
و یا به‌دست‌ بیماری از بین رفتند.با توجه به آمار بایگانی دولت روسیه، برآورد می‌شود که نود درصد، ۹۴٪  یا ٪۹۵-٪۹۷ چرکسها در این روند از بین رفته‌اند.
افزون بر چرکسها روس‌ها برای از بین بردن و جابجا کردن  آدیغه‌ها، اوبیخ‌ها ،آبازین‌ها، اینگوش‌ها، آرشتینها، چچن‌ها، آسی‌ها و آبخازها نیز برنامه‌ریزی کرده بودند. 
در همین دوره، برخی از گروه‌های قومی مسلمان قفقاز را به امپراتوری عثمانی و ایران جابجا کردند.

## پیش زمینه

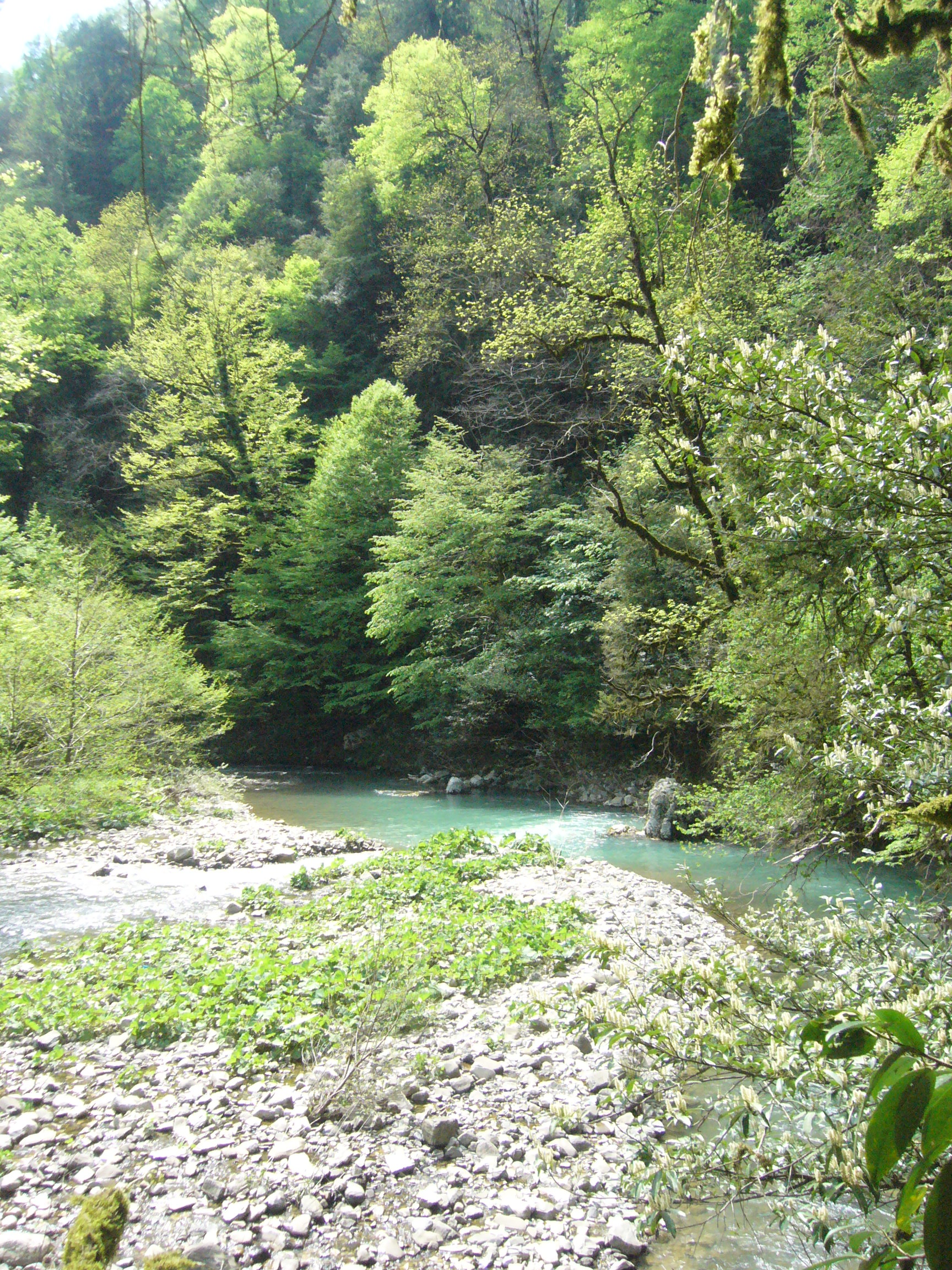
رودخانه‌ای در منطقه

در پایان سده ۱۸ و آغاز سده ۱۹، امپراتوری روسیه به دنبال گسترش قلمرو خود به سمت جنوب بود ولی با مانع دو امپراتوری مسلمان همسایه، عثمانی و قاجار بود روبرو بود ازین‌رو تلاش می‌کرد که قفقاز را به خاک خود پیوست کند. بعضی از مناطق، بسته به ساختارهای سیاسی محلی، آسانتر از دیگر مناطق تسلیم شدند. از آن جمله، گرجستان خاوری که شامل قدرتمندترین مناطق گرجستان، کارتلی و کاختی، بود از سال ۱۵۵۵ زیر حاکمیت ایران بود. با این حال، پس از مرگ نادرشاه در سال ۱۷۴۷، هر دو پادشاهی از حکومت ایران جدا شدند و توسط اراکلی دوم در سال ۱۷۶۲ متحد شدند. در سال ۱۷۸۳، اراکلی و روس‌ها عهدنامه گرجیوسک را امضا کردند که به موجب آن کارتلی-کاختی به‌طور رسمی و اسمی وابستگی به ایران را نقض کرد و تحت قیمومیت روسیه درآمد و امور خارجه گرجستان به روس‌ها واگذار شد. امضای این عهدنامه موجب حمله و تسلیم مجدد گرجستان به ایران در سال ۱۷۹۵ شد. سرانجام روسیه توانست از زنجیره‌ای از رویدادها، به راحتی گرجستان خاوری را در آغاز سده نوزدهم ضمیمه خاک خود کند. سرانجام عهدنامه گلستان سال ۱۸۱۳ با ایران قاجاریه امضا شد. برخی از سرزمین‌ها، از جمله ارمنستان امروزی، آذربایجان قفقاز و داغستان جنوبی، اشراف قدرتمندی داشتند که مقاومت می‌کردند و مستقیماً در جنگهای ایران و روسیه (۱۸۰۴–۱۸۱۳ و ۱۸۲۶–۱۸۲۸) فتح شدند. برخی دیگر، مانند کاباردای سفلا و مناطقی از داغستان که دارای اشراف قدرتمندی بودند اما تا حد زیادی از امپراتوری‌ها مستقل بودند، با همکاری نخبگان محلی و یکپارچه کردن آنان در اشراف روسی، به خاک روسیه پیوست شد. پیوست کردن هر دو نوع از این مناطق نسبتاً آسان بود. در کارتلی-کاختی، همان‌طور که به‌طور کوتاهی در بالا توضیح داده شد، دولت روسیه از درخواست شاه جورج XII باگریاتی برای خودمختاری به عنوان بهانه ای برای پیوستن و عزل خاندان سلطنتی استفاده کرد. حاکم ایمرتی در برابر روسیه ایستادگی کرد، اما به شورش‌هایی که اغلب توسط اعضای خاندان پادشاهی در کارتلی-کاختی رهبری می‌شد، پایان داده شد و گرجستان به‌طور کلی در سده ۱۹ آرام بود. همراه کردن مناطق باقیمانده قفقاز که هرگز توسط امپراطوری‌های خارجی گشوده نشده بودند و قدرت متمرکز نداشتند، سخت‌ترین کار برای روس‌ها بود و اکثر مناطق چرکسیه در این دسته جای می‌گرفت.

### درگیری با چرکسیه

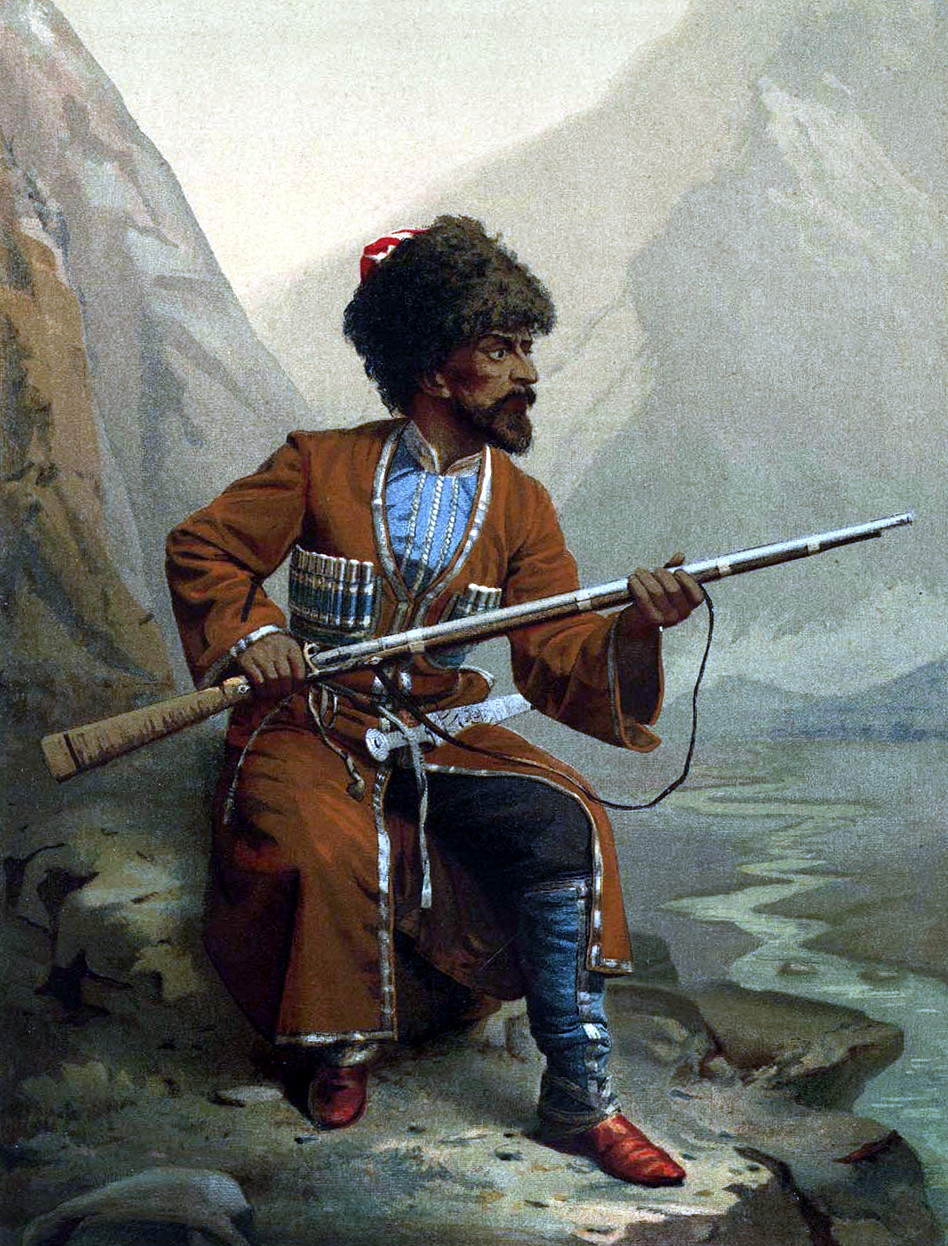
جنگجوی چرکسی در جنگ روس-چرکس

بیشتر چرکس‌ها، تحت تأثیر بیزانس در قرن‌های ۵ و ۶ مسیحی شده بودند، و غالباً با گرجستان، هم‌پیمان بودند. گرجی‌ها و چرکس‌ها خود را به صورت جزیره‌ای مسیحی محصور در مسلمانان می‌دیدند و هردو خواستار حمایت روسیه بودند. اگرچه پیش‌تر نیز جوامع کوچک مسلمان در چرکسیه وجود داشتند، اما تغییر مذهب عمدتاً پس از سال ۱۷۱۷، که سلطان مراد چهارم به خان‌های کریمه دستور داد اسلام را در میان چرکس‌ها گسترش دهند، صورت گرفت. عثمانی‌ها و کریمه‌ای‌ها در تغییر مذهب اشراف و وابستگانشان موفق بودند. اما علی‌رغم تلاش آنان و کارگزانشان در چرکسیه، بیشتر مردم چرکس همچنان مسیحی و یا بت‌پرست بودند، تا این که تهدید تسخیر توسط روسیه باعث شد تا اکثریت آنها به منظور اتحاد دفاعی با عثمانی و خانات کریمه و حفاظت از استقلال خود، مسلمان شوند. سرانجام، این امر به سیاسی شدن دین به‌طور کلی و اسلام به‌طور خاص منجر شد. زیرا طبقه ای از اشراف و روحانیون چرکس را که وفادار به ترکیه بودند، پدیدآورد. در عین حال این امر باعث تزلزل اتحاد چرکسها شد. در دهه ۱۸۴۰، این واقعیت که بسیاری از چرکس‌ها به ویژه در میان قبایل ناتوهی و شاپسوگ، هنوز هم مسیحی و بت‌پرست بودند، خشم نائب سوم امام شمیل، محمد امین را برانگیخت. امروز هم، چرکس‌ها به اکثریت مسلمان، جمعیت کوچک مسیحی کاتولیک و ارتدکس عمدتاً در بین کاباردین‌ها و کسانی که فلسفه دینی کهن پیش از اسلام و پیش از مسیحیت را احیا کرده‌اند، تقسیم می‌شوند.
روسها در چرکسیه با مقاومت نامنظم اما مداوم روبرو شدند. روس‌ها معتقد بود که بر اساس پیمان آدریانوپول (۱۸۲۹) که در آن عثمانی‌ها چرکسیه را واگذار کرده بودند، حاکمیت چرکسیه با امپراتوری روسیه است اما چرکس‌ها با این استدلال که قلمرو آنها مستقل از عثمانی بوده و استانبول حق واگذاری آن را نداشته‌است، این پیمان را نامعتبر می‌دانستند. تا پیش از قرن نوزدهم روابط چرکس‌ها و کازاک‌ها غالباً صمیمانه بود. تجارت گسترده بین این دو برقرار بود و متقابلاً علیه ترکها و کریمه‌ای‌ها حملاتی صورت می‌دادند. با این حال، پس از هجوم مهاجران کازاک و ساخت حصاری طولانی در سال ۱۷۹۲ که چرکس‌ها را از مراتع سنتی خود در اطراف رودخانه کوبان منع می‌کرد، آنان (چرکس‌ها) و دیگر گروه‌های قفقازی به‌طور منظم به اردوگاه‌های روسی یورش می‌بردند و سپس ناپدید می‌شدند. همزمان، با استقرار بیش از پیش نیروهای روسی در منطقه، نیازهای این نیروها (که تأمین آن از روسیه به علت دشواری حمل و نقل ممکن نبود) آنان را وسوسه می‌کرد که به نوبه خود به روستاهای بومی یورش ببرند. این مسئله به خشم بومیان بیشتر دامن می‌زد و چرخه‌ای از یورش و انتقام را پدیدمی‌آورد. چرکسها بیش از هر قومیت دیگر قفقاز و از سال ۱۷۶۳ تا ۱۸۶۴ با روسها جنگیدند.

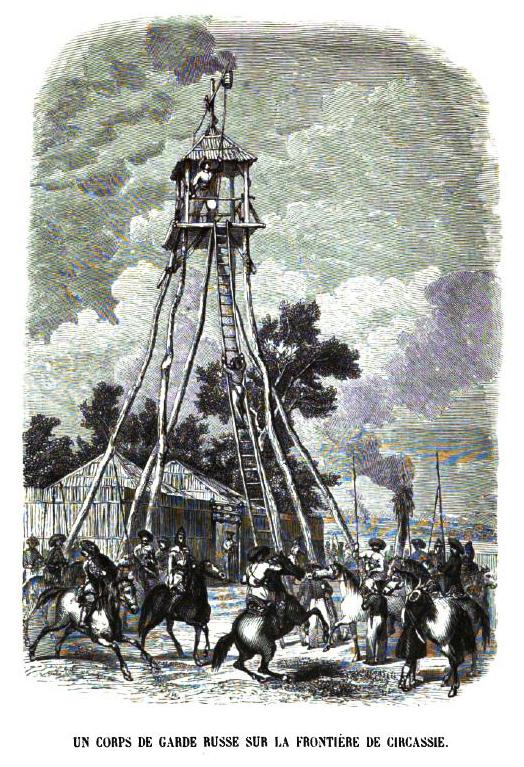
پاسگاه نظامی روسیه در مرزهای چرکس، ۱۸۴۵

ارتش روسیه سعی کرد با ساختن یک سری قلعه‌ها حاکمیت خود را تثبیت کند، اما این قلعه‌ها به نوبه خود به اهداف جدید یورش‌ها تبدیل شدند و در واقع مردمان کوهستان چندین بار قلعه‌ها را فتح کردند. در سال ۱۸۱۶، درگیری روسیه با چرکس‌ها سبب شد تا فرماندهان نظامی مانند ژنرال آلکسی یرمولوف به این نتیجه برسند که برای محافظت از مرزها «کشتار» موثرتر از ساخت قلعه است زیرا «در نگاه آسیایی‌ها اعتدال نشانه ضعف است». در دوران یرمولوف، ارتش روسیه شروع به استفاده از استراتژی قصاص نامتناسب یورش‌ها کرد. با هدف تحکیم ثبات و اقتدار در کل قفقاز، سربازان روسی یورش‌ها را با ویران کردن روستاهایی که تصور می‌کردند جنگجویان در آن پنهان شده‌اند، و همچنین قتل، آدم‌ربایی و اعدام کل خانواده تلافی می‌کردند. از آنجا که مقاومت و تأمین غذا متکی به روستاییان دلسوز بود، ارتش روسیه همچنین به‌طور منظم محصولات کشاورزی و دام‌ها را از بین می‌برد و غیرنظامیان چرکس را می‌کشت. چرکس‌ها این فشارها را با ایجاد فدراسیون قبیله ای که شامل همه قبایل منطقه بود پاسخ دادند.

### مقاومت شدید
این تاکتیکها بومیان را بیشتر عصبانی کرده و مقاومت آنان در برابر حکومت روسیه را شدت بخشید؛ بنابراین ارتش روسیه با ترکیبی از مهاجمان چابک و سریع و چریک‌هایی که منطقه را بهتر می‌شناختند، ناامید شده بود. مقاومت چرکس‌ها ادامه یافت و روستاهایی که پیش‌تر حاکمیت روسیه را پذیرفته بودند نیز اغلب دوباره به مقاومت می‌پیوستند. علاوه بر این، مقاومت چریکها باعث همدردی غربی‌ها شد، به ویژه انگلیس که چرکس‌ها از آنان درخواست کمک کردند و آنان نیز به کمک واسطه‌ها و جاسوس‌ها از دهه ۱۸۳۰ و در طول جنگ کریمه به کمک شتافتند. انگلستان هرگز کمکهای اساسی‌تری نکرد زیرا منطقه بسیار دورتر از منافع انگلیس بود و پس از جنگ کریمه علاقه بدان فروکش کرد. در همین حال، امام شمیل در شمال شرق قفقاز، بارها و بارها تلاش کرد تا حمایت چرکس‌ها را در مبارزات شخصی خود علیه روسیه به دست بیاورد، اما چرکسها تا حد زیادی نسبت به او بی‌اعتنا بودند. پس از تسلیم شدن وی به روسیه، مقاومت آنها بی هیچ کاهشی دفاع ادامه یافت.
روسها با ایجاد تغییراتی در طبیعت منطقه، با مقاومت سنگین چرکس‌ها مقابله کردند. آنها شبکه ای از جاده‌ها را ساختند و جنگل‌های اطراف این جاده‌ها را پاکسازی نمودند، روستاهای بومیان را ویران کردند، و اغلب جوامع جدید کشاورز روس یا قفقازی طرفدار روس‌ها را در زمین‌ها اسکان دادند. در این شرایط خونین، ویرانی کامل روستاها به یک تاکتیک معمول بدل شد.

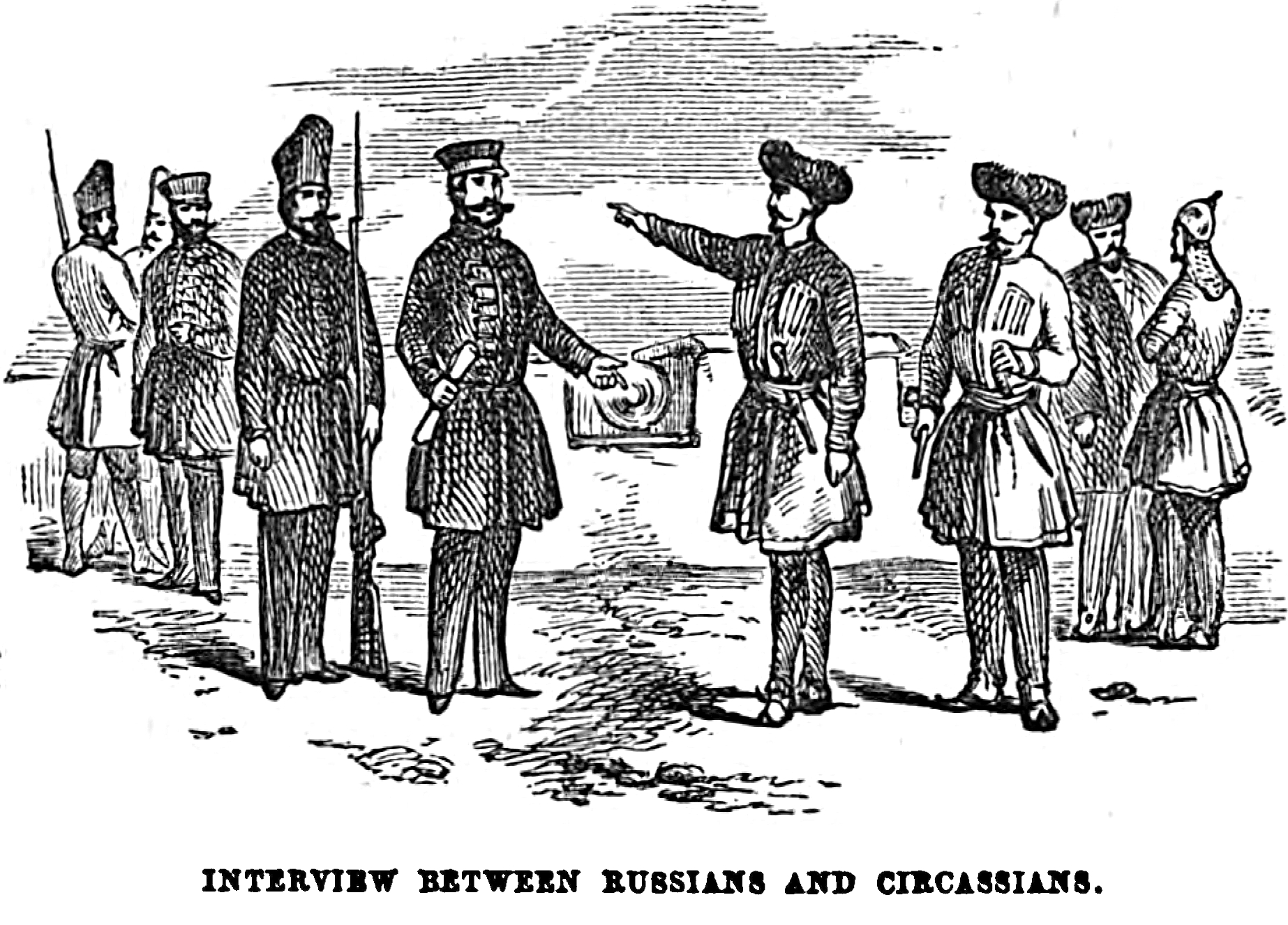
نمایندگان چرکس‌ها و نمایندگان ارتش روسیه در حال بحث و گفتگو، ۱۸۵۵

در سال ۱۸۳۷، رهبران ناتوخای، آبزاخ و شاپسوگ داوطلبانه پیشنهاد دادند که به امپراتوری روسیه ملحق شود مشروط بر اینکه نیروهای روس و کازاک به رود کوبان محدود باشند. با این حال پیشنهاد آنان نادیده گرفته شد و تصرف یک جانبه سرزمین‌های چرکس با تأسیس سی و شش واحد جدید کازاک تا سال ۱۸۴۰ ادامه یافت. ژنرال یرمولوف اظهار داشت: «ما به سرزمین‌های چرکس‌ها نیاز داریم، اما به خود آنان نه». فرماندهان نظامی روسیه مانند یرمولوف و بولداکوف در جهت منافع خود برای دستیابی به جلال در میدان نبرد و ثروت از طریق فتح سرزمین‌ها که در جبهه غربی بسیار دشوارتر از قفقاز بود، غالباً دولت مرکزی را فریب می‌دادند و این واقعیت را که گروه‌های چرکس در تلاش برای برقراری صلح با روسیه بودند، پنهان می‌کردند.
در مذاکرات تدوین معاهده پاریس ۱۸۵۶ و پایان دادن به جنگ کریمه، نماینده انگلیس، ارل کلارندون، تأکید کرد که رودخانه کوبان باید مرز روسیه و ترکیه باشد، که می‌توانست چرکسیه را خارج از قلمرو روسیه قرار دهد، اما نمایندگان فرانسه و ترکیه که از مالکیت روسیه بر چرکسیه حمایت می‌کردند، باعث منصرف شدن وی شدند. کلارندون سپس سعی کرد که بندی را مبنی بر اینکه روسیه نمی‌تواند قلعه‌ای در چرکسیه بسازد، در پیمان‌نامه بگنجاند، اما این‌باز دوباره نماینده فرانسه وی را منصرف کرد. با اینکه پیمان نهایی عفو اتباعی را که برای دول متخاصم جنگیده بودند، تضمین کرده بود، اما از آنجا که چرکسیه قبلاً هرگز تحت حاکمیت روسیه قرار نگرفته بود، چرکس‌ها مستثنی شدند و بدین ترتیب چرکس‌ها با این پیمان به صورت دوژور تحت حاکمیت روسیه قرار گرفتند، اما روسیه هیچ اجباری نداشت که به چرکس‌ها حقوق برابر با سایر شهروندان امپراتوری اعطا کند.

## پیشنهاد

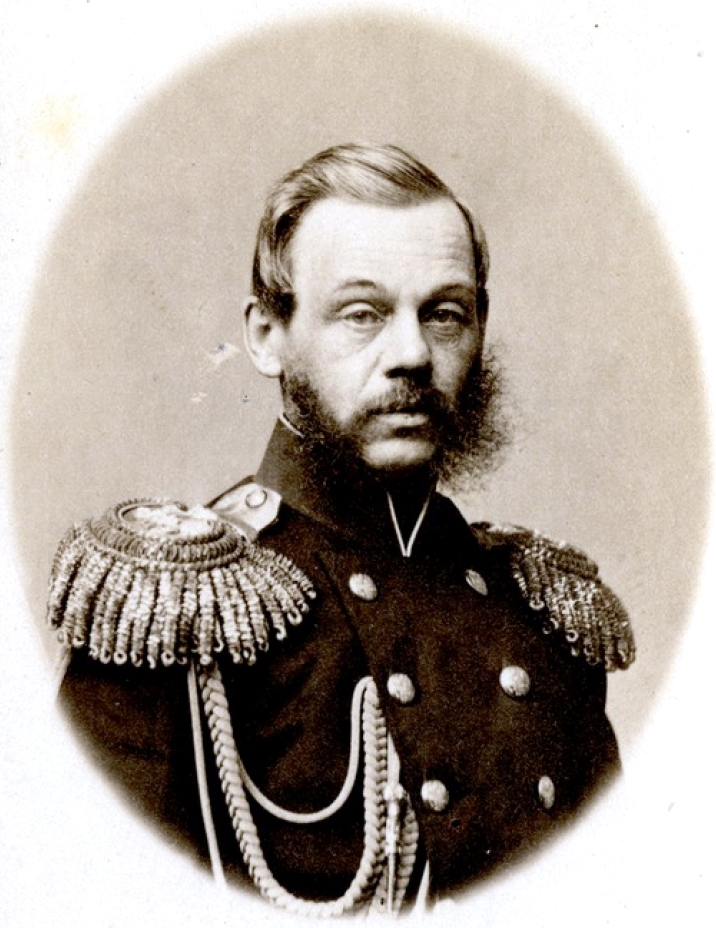
دیمیتری مایلوتین، ۱۸۶۵

در سال ۱۸۵۷، دیمیتری مایلوتین برای اولین بار ایده اخراج دسته جمعی بومیان چرکس را مطرح کرد. مایلوتین استدلال می‌کرد که هدف این نیست که آنها را جابجا کنیم تا کشاورزان تولیدی در زمین‌های آنان اسکان داده شوند، بلکه «از بین بردن چرکس‌ها به خودی خود یک هدف بود - پاکسازی زمین از عناصر متخاصم». تزار الکساندر دوم برنامه‌ها را تأیید کرد، و مایلوتین بعداً در سال ۱۸۶۱، وزیر جنگ شد و از اوایل دهه ۱۸۶۰ اخراج‌ها در قفقاز (ابتدا در شمال شرقی و سپس در شمال غربی) آغاز شد. برخی دیگر در میان طبقه نظامی روسیه مانند روستیسلاو فدایف اظهار می‌داشتند که چرکس‌ها نمی‌توانند روس شوند چون «آموزش مجدد یک جامعه روندی طولانی است و چندین قرن زمان نیاز دارد» و روسیه در برهه حساسی از تاریخ خود بسر می‌برد و قفقاز بایستی آرام باشد. فدایف می‌گوید که روس‌ها برای دستیابی به این هدف قصد داشتند «نیمی از چرکس‌ها را نابود کنند تا نیمی دیگر مجبور به تسلیم اسلحه خود شوند». سیاستمداران برجسته روسی همچون شاهزاده کچوبی نیز مایل به اخراج بودند. کچوبی به آمریکایی‌هایی که از منطقه دیدار می‌کردند، گفت: «این چرکس‌ها درست مانند سرخپوستان آمریکایی شما هستند - غیرقابل توصیف و بی‌تمدن … و با توجه به انرژی طبیعی‌شان، تنها نابودی آنان را ساکت خواهد کرد.»
اگرچه حتی پیش از پیشنهاد سال ۱۸۵۷ مایلوتین، نیروهای روسی در سال ۱۸۵۶ نیز اقدام به اخراج تاتارهای کریمه و نوقایی‌ها کرده بودند. برخی نویسندگان همچون راسر-اون، این مسئله را با اخراج چرکس‌ها مرتبط می‌دانند. با پیشروی ارتش روس در اواخر دهه ۱۸۵۰ و اوایل دهه ۱۸۶۰ در چرکسیه، آنان از سرزمین خود بیرون رانده شدند تا کازاک‌های وفادار به امپراتوری در این زمین‌ها اسکان داده شوند، زیرا نخبگان نظامی روسیه این عقیده را ایجاد کرده بودند که برای حفاظت کامل از حاکمیت روسیه باید چرکس‌ها از این مناطق اخراج شوند.
روسیه نیز به نوبهٔ خود مشتاق خلاص شدن از شر ملتهای «ناآرام» بود تاکازاکها و سایر مسیحیان را در منطقه اسکان دهد. ژنرال نیکولای ایودوکیموف از ایدهٔ اخراج بومیان قفقاز غربی به امپراتوری عثمانی حمایت می‌کرد. وی نوشته‌است: «تبعید این کوهستانی‌های رام نشدنی» به ترکیه، ساده‌ترین راه برای پایان دادن به جنگ طولانی قفقاز است، این کار همچنین آزادی را به کسانی که «مرگ را به بیعت با دولت روسیه ترجیح می‌دهند» عطا خواهد کرد. از سوی دیگر، فرماندهان تزاری از احتمال استفاده از مهاجران توسط ترکیه به عنوان نیروی ضربتی علیه مسیحیان در جنگ قریب‌الوقوع روسیه و ترکیه آگاه بودند. طرح اسکان مجدد چرکس‌ها سرانجام اکتبر ۱۸۶۰ در ولادیکاکاز در جلسه فرماندهان روسی قفقاز مورد توافق قرار گرفت و ۱۰ مه ۱۸۶۲ رسماً توسط تزار الکساندر دوم به تأیید شد. عثمانی برای تشویق مهاجران، مأمورانی به منطقه فرستادند. آنان امیدوار بودند در مناطقی که جمعیت مسیحی زیادی داشت، تعداد مسلمانان را افزایش دهند. از مردمان کوهستان دعوت شد که «به ترکیه بروند، جایی که دولت عثمانی آنها را با آغوش باز می‌پذیرفت و جایی که زندگی در آن به طور غیرقابل مقایسه‌ای بهتر خواهد بود».
سربازگیری اجباری نیز از جمله عواملی بود که این جمعیت را نگران کرده بود، اگرچه در واقع آنها هرگز مشمول طرح نظامی نمی‌شدند. روسای چرکسی که حامی اسکان مجدد بودند، عمدتاً از قبیله آبزاخ بودند که افراد خود را مناطق جدیدی در شمال جایی که قبلاً ساکن بودند، منتقل کردند. اکثر چرکس‌های باقی مانده که امروز رسماً ملت جمهوری آدیغیه در روسیه را تشکیل می‌دهند، از قبیله آبزاخ هستند. دیگر روسای چرکس از قبایل مختلف در جلسه با تزار الکساندر دوم (۱۸۶۱) در شهر روسی یکاترینودار حاضر شدند، و قول دادند که در صورت حذف کازاک‌ها و سربازان روسی از چرکسیه و محدود کردن آنان به رودخانه‌های کوبان و لبا، حاکمیت روسیه را خواهند پذیرفت. روس‌ها پیشنهاد چرکس‌ها را رد کردند؛ لذا این روسا از اجرای پیشنهاد روسیه مبنی بر انتقال مردم خود به خارج از سرزمین اجدادی امتناع ورزیدند.
در سال ۱۸۵۹، سه سال پیش از تصویب طرح اخراج توسط دولت روسیه، مقامات روسی مذاکرات خود را با عثمانی‌ها دربارهٔ مهاجرت تعداد محدودی از مهاجران آغاز کردند، و در سال ۱۸۶۰ دو طرف پیمانی را برای مهاجرت ۴۰٬۰۰۰–۵۰٬۰۰۰ چرکس امضا کردند. طرف عثمانی مشتاق به افزایش جمعیت مورد توافق در پیمان بود. اگرچه در همین زمان، چرکس‌های بسیاری از اطراف کوبان و حتی قالموق‌ها به سرزمین‌های عثمانی تبعید شده بودند زیرا روس آنان را در اخراج سیستماتیک نوقایی‌ها، بیرون رانده بودند. روزنامه‌های انگلیسی گزارش می‌دهند که نیروهای روسی جمعیت‌های مقیم نوقایی و چرکس را مجبور به انتخاب یکی از دو مورد امپراتوری عثمانی یا سیبری کرده بودند؛ لذا ۱۸٬۰۰۰–۲۰٬۰۰۰ چرکس و نوقایی به پایان رسید به ترکیه مهاجرت کرده و در خارج از استانبول و اسکدار سکنی گزیدند.
با فزایش احساس اضطرار، در ۲۵ ژوئن ۱۸۶۱، رهبران کلیه قبایل چرکس و اویبخ‌ها در یک خاچی در سوچی جمع شدند تا به‌طور مشترک از نیروهای غربی درخواست کمک کنند. هیئت‌های عثمانی و انگلیس و همچنین پاریس قول دادند چنانچه آنام به صورت دولتی منسجم متحد شوند، چرکسیه را به صورت کشوری مستقل به رسمیت خواهند شناخت. قبایل چرکس در پاسخ پارلمانی ملی را در سوچی تشکیل دادند، اما ژنرال روسی کولیوباکین به سرعت سوچی را تصرف کرده و پارلمان را تخریب کرد. هیچ اقدامی برای جلوگیری از این کار توسط هیچ قدرت بزرگی صورت نگرفت.

## اخراج
«در این سال ۱۸۶۴ عملی بی‌سابقه در تاریخ انجام شد: هیچکدام از مردمان کوهستان در سکونت‌گاه‌های پیشین خود باقی نمانده‌اند و اقداماتی برای پاکسازی منطقه به منظور آماده سازی آن برای جمعیت جدید روس انجام شده‌است.» - ستاد اصلی ارتش قفقاز 
 در سال ۱۸۶۲، پیشنهاد تبعید چرکس‌ها مورد تصویب دولت روسیه قرار گرفت و با پیشرفت نیروهای روسی جابجایی سیل پناهندگان آغاز شد. اجرای سیاست روسیه مبنی بر مهاجرت جمعی چرکس‌ها به سایر مناطق امپراتوری روسیه یا امپراتوری عثمانی به ژنرال ایودوکیموف واگذار شد. ایودوکیموف به همراه سواره نظام کازاک و یگان‌های متحرک تفنگدار به مناطق شمالی و تصرف نشدهٔ چرکسیه نفوذ کردند و چرکس‌های این منطقه بدون مقاومت اعزام شدند. چهار هزار خانوار آن مناطق وطن خود را در حوالی مصب رود کوبان ترک کرده و به امپراتوری عثمانی عزیمت کردند. در جنوب شرق چرکس‌ها آماده شدند تا در برابر پیشرفت‌های ارتش و قشون روس، مقاومت کنند. قبایل چرکسی که از تسلیم شدن امتناع می‌کردند، یکی پس از دیگری هدف ارتش روسیه قرار می‌گرفتند. هزاران نفر قتل‌عام شدند و تمام دهکده‌ها با خاک یکسان شدند.

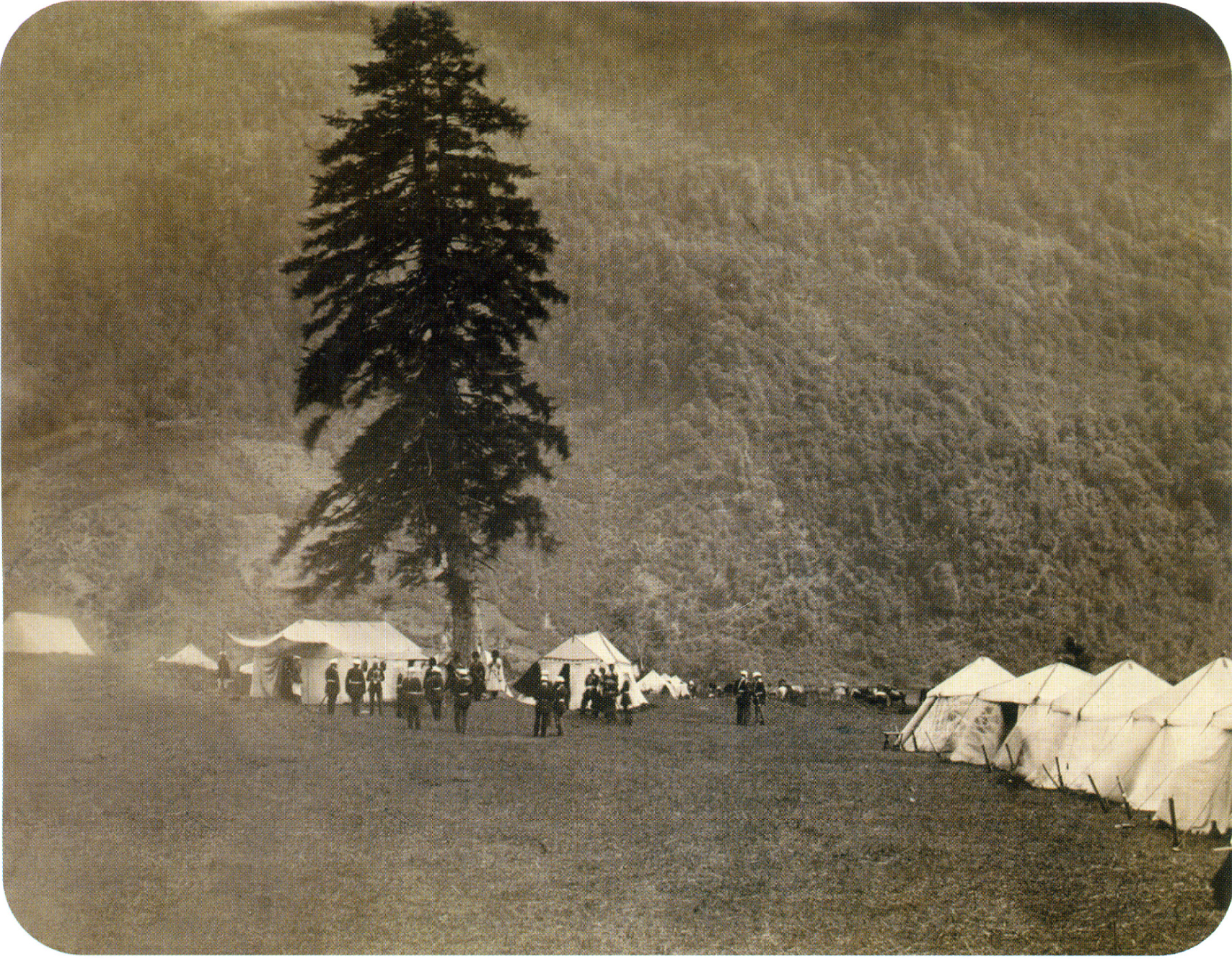
رژه نیروهای روسی، نمادی از پایان جنگ قفقاز در اردوگاه نظامی در کبادا، ۲۱ مه ۱۸۶۴.

در سال ۱۸۶۴ در دره خودز، نزدیکی مایکوپ، جمعیت اوبیخ در برابر نیروهای روسی مقاومت کردند. در طی نبرد، زنان جواهرات خود را درون رودخانه انداختند و به مردان پیوستند، اسلحه بدست گرفتند و جنگیدند تا مرگی پر افتخار داشته باشند. سربازان روس که از توپخانه سنگین برخوردار بودند و با سلاح‌های مدرن تیراندازی می‌کردند، تمامی مردان، زنان و کودکان را به قتل رساندند به طوری که شاهدی چرکس صحنه را به «دریای خون» تشبیه می‌کند.
در دره‌ای نزدیک سوچی که در زبان محلی کبادا نامیده می‌شد، نیروهای چرکس و برخی از متحدان آبخاز آنان برای آخرین بار در ماه مه ۱۸۶۴ مقابل ارتش روسیه مقاومت کردند. این مکان به یاد تمامی خونهایی که در آنجا ریخته شده بود، توسط روس‌هایی که بعدها در سال ۱۸۶۹ در آنجا اسکان یافتند کراسنایا پلیانا نامیده شد که در زبان روسی به معنی «مزارع سرخ» می‌باشد. پس از نبرد نهایی در سال ۱۸۶۴، انبوهی از چرکسها به سوچی رانده شدند. هزاران نفر از آنان در انتظار عزیمت در همان سوچی درگذشتند.
اگرچه برخی از چرکس‌ها از طریق خشکی به امپراتوری عثمانی رفتند، اما اکثریت از طریق دریا عزیمت کردند، و قبایلی که تبعید «را انتخاب کرده بودند» توسط نیروهای روسی پیاده به بنادر دریای سیاه فرستائه شدند. فرماندهان و فرمانداران روسیه هشدار دادند که اگر چرکس‌ها زمین‌ها را ترک نکنند، نیروهای بیشتری ارسال خواهد شد.

### تغییرات جمعیتی و گروه‌های تحت تأثیر قرار گرفته
عمده مردمی که به ترکیه منتقل شدند آدیغه‌ها، اوبیخ‌ها و مسلمان آبخاز بودند از این رو این رویداد به اخراج چرکس‌ها معروف شد. تعداد افراد قبیله شاپسوگ که حدود ۳۰۰۰۰۰ نفر بود، به ۳۰۰۰ نفر کاهش یافت که موفق شدند به جنگلها و دشتها فرار کنند. ۱۴۰ شاپسوگی که باقی مانده بودند به سیبری فرستاده شدند. به‌طور کلی، محاسباتی که بر مبنای آرشیوهای رسمی دولت روسیه و همچنین عثمانی صورت گرفته تخمین می‌زنند که ۹۰٪، ۹۴٪ یا ۹۵٪-۹۷٪ از ملت چرکس در این روند از بین رفته‌اند.
در جدول زیر جمعیت اوبیخ‌ها (البته نه همه) و همچنین زیرمجموعه‌های عمدهٔ چرکس‌ها (آدیغه)، که هدف اصلی این عملیات بودند، قبل از جنگ و پنج سال پس از اخراج، محاسبه شده‌است.
| قبایل          | قبل از  | بعد از | درصد باقیمانده | درصد فوت یا تبعید شده |
| -------------- | ------- | ------ | -------------- | --------------------- |
| کاباردین       | ۵۰۰۰۰۰  | ۳۵۰۰۰  | ۷٫۰۰۰٪         | ۹۳٫۰۰۰٪               |
| شاپسوگ         | ۳۰۰۰۰۰  | ۱٬۹۸۳  | ۰٫۶۶۱٪         | ۹۹٫۳۳۹٪               |
| آبزاخ          | ۲۶۰٬۰۰۰ | ۱۴٬۶۶۰ | ۵٫۶۴۸٪         | ۹۴٫۳۶۲٪               |
| ناتوخای        | ۲۴۰٬۰۰۰ | ۱۷۵    | ۰٫۰۷۳٪         | ۹۹٫۹۲۷٪               |
| تمیرگوی        | ۸۰٬۰۰۰  | ۳٬۱۴۰  | ۳٫۹۲۵٪         | ۹۶٫۰۷۵٪               |
| زدوگ           | ۶۰٬۰۰۰  | ۱۵۲۶۳  | ۲۵٫۴۳۸٪        | ۷۴٫۵۶۱٪               |
| مامخق          | ۸۰۰۰    | ۱٬۲۰۴  | ۱۵٫۰۵۰٪        | ۸۴٫۹۵۰٪               |
| آدمیس          | ۳٬۰۰۰   | ۲۳۰    | ۷٫۶۶۷٪         | ۹۲٫۳۳۳٪               |
| اوبیخ          | ۷۴۰۰۰   | ۰      | ۰٫۰۰۰٪         | ۱۰۰٫۰۰۰٪              |
| ژانی و هاتوکوی | ۱۰۰۰۰۰  | ۰      | ۰٫۰۰۰٪         | ۱۰۰٫۰۰۰٪              |

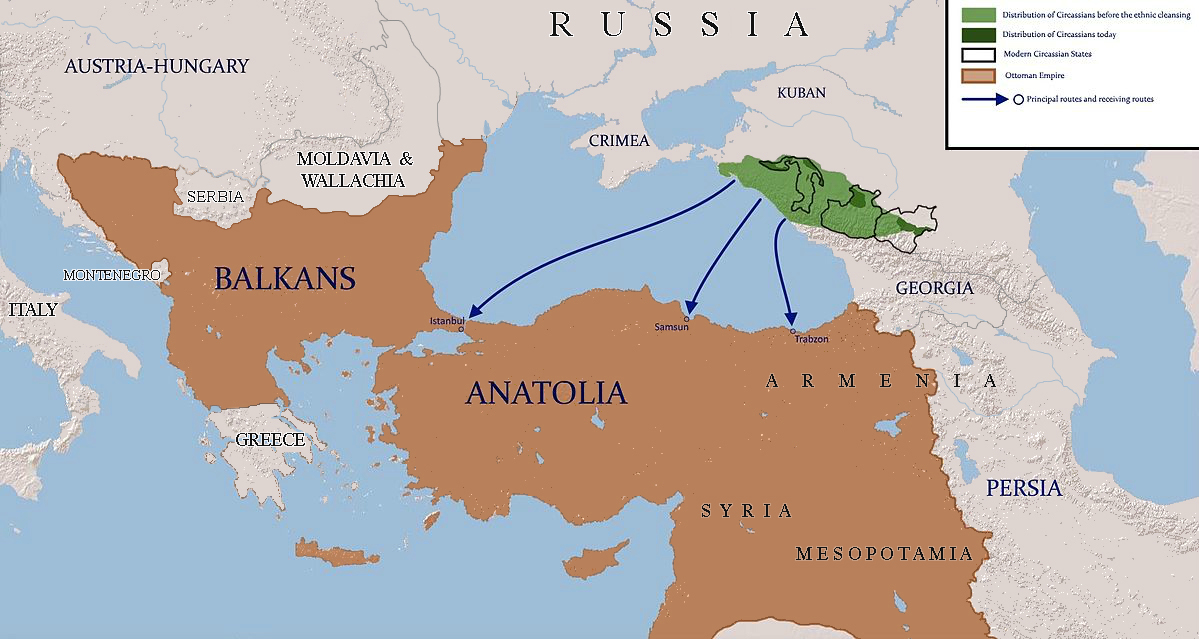
اسکان مجدد چرکسها در امپراتوری عثمانی

در عین حال، هرچند چرکس‌ها قربانیان اصلی بودند، اما اخراجها بر سایر ساکنان منطقه نیز به شدت تأثیر گذاشت. تخمین زده می‌شود که ۸۰٪ از اینگوش‌ها در سال ۱۸۶۵ اینگوشتیا را به مقصد خاورمیانه ترک کردند. تعداد زیادی از چچن‌های مناطق پایین دست نیز بیرون رانده شدند، بسیاری از آنها بعدها بازگشتند، اما سرزمین‌های پایین دست چچن سابق برای مدتی طولانی خالی از جمعیت چچن تاریخی خود بودند تا اینکه چچن‌ها هنگام بازگشت از تبعید ۱۹۴۴–۱۹۵۷ به سیبری در منطقه مستقر شدند. آرشتین‌ها، که در آن زمان گروه قومی جداگانه‌ای محسوب می‌شدند (مورد مناقشه) کاملاً به عنوان گروهی مجزا از بین رفتند: طبق اسناد رسمی، ۱٬۳۶۶ خانواده ارشتین ناپدید شدند (یعنی یا فرار کردند یا کشته شدند) و فقط ۷۵ خانوار باقی ماندند. علاوه بر این، ارتش روسیه در سال‌های ۱۸۶۰–۱۸۶۱ دست به یک سلسله عملیات خلع ید در سرزمین‌های قفقاز مرکزی زد و حدود ۱۰٬۰۰۰ کاباردین، ۲۲۰۰۰ چچن و تعداد قابل توجهی از آسی‌های مسلمان را بیرون رانده و به ترکیه فرستاد. قره‌چای‌ها و بالکارها، دو قوم مسلمان دیگر در شمال غربی قفقاز، طی این روند اخراج نشدند. با این حال، آبخازیا ۶۰ درصد از جمعیت خود را تا پایان قرن ۱۹ از دست داد.
بین منابع در رابطه با اینکه اخراج غیر چرکس‌ها به عنوان بخشی از همین روند در نطر گرفته شود، اختلاف نظر وجود دارد. اکثر منابع اخراج و قتل‌عام اوبیخ‌ها (که به رغم داشتن زبانی متفاوت، توسط بسیاری از افراد به صورت بخشی از قومیت چرکس در نظر گرفته می‌شوند) و جمعیت آبازین را به عنوان بخشی از عملیات یکسان در برابر جمعیت چرکس همسایه در نظر می‌گیرند و برخی منابع در شمارش اخراج شدگان، آبخازها را نیز لحاظ می‌کنند با این حال سایر منابع اخراج چچن‌ها، اینگوش‌ها، آرشتین‌ها و آسی‌ها با کاباردین‌ها را در یک گروه قرار می‌دهند. همچنین برخی اخراج‌های قبلی و غیرسیستماتیک کمتر از نوقایی‌ها را نیز لحاظ می‌کنند. دستور ۱۸۶۱ ایودوکیموف و جابجا کردن چرکسها (از جمله اوبیخ‌ها) به باتلاق‌ها شامل نوقایی‌ها و آبازاها نیز می‌شد.
شنفیلد می‌نویسد که کسانی که در اثر فاجعه متعاقب جان خود را از دست دادند احتمالاً بیش از یک میلیون نفر بودند و حدود ۱٫۵ میلیون نفر بوده‌اند.

### شرایط طی عملیات اخراج

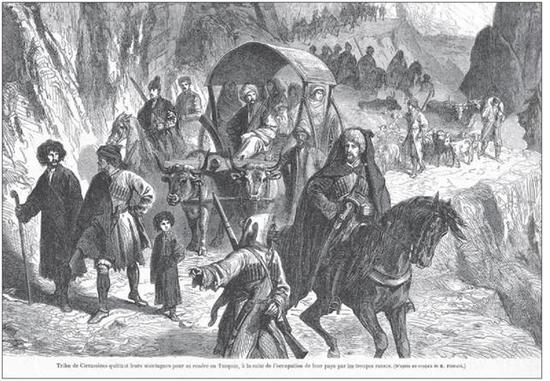
پناهندگان چرکس

والتر ریچموند وضعیت پناهندگان چرکس را به عنوان یکی از اولین بحران‌های مدرن مردمان بدون دولت توصیف می‌کند.

اوضاع توده‌های چرکس و آبخاز که پیش از سوار شدن به کشتی‌ها به داخل دره‌های ساحلی رانده شده بودند، وخیم بود. مورخ روسی، آدولف پتروویچ برژه که شاهد وقایع مربوط به عزیمت چرکس‌ها بود، چنین نوشته‌است: 
 من هرگز تأثیر منکوب کننده‌ای را که مردمان کوهستان در خلیج نووروسییسک بر من گذاشتند، فراموش نخواهم کرد. حدود هفده هزار نفر از آنان در ساحل جمع شده بودند. اواخر سال و هوا شدیداً سرد بود. فقدان کامل وسایل معاش و شیوع تیفوس و آبله، وضعیت رقت باری پدیدآورده بود. در واقع، کیست که به عنوان مثال نظاره‌گر جسد سرد شده زن جوان چرکس در کهنه پارچه‌ای روی زمین مرطوب زیر آسمان بی سقف باشد، دو نوزاد کنارش را ببیند که یکی در احتضار است و دیگری سعی می‌کند گرسنگی خود را با سینه مادر مرده اش تسکین دهد و قلبش به درد نیاید؟ و من چنین صحنه‌هایی را کم ندیدم. 
ایوان درزدوف، افسری روس بود که در مه ۱۸۶۴ در حالی که سایر روس‌ها پیروزی خود را جشن می‌گرفتند، در کبادا شاهد عملیات اخراج بود. وی نوشته‌است: 
 در جاده چشمان ما با تصویر حیرت‌آوری روبرو شد: اجساد زنان، کودکان، سالمندان، تکه‌پاره شده و نیمی توسط سگ‌ها خورده شده بود. تبعید شدگان که از گرسنگی و بیماری ضعیف شده بودند، توان حرکت دادن پاهای خود را نداشتند، از خستگی می‌افتادند و زنده زنده طعمه سگ‌ها می‌شدند. -- ایوان درزدوف 
 تعداد نامعلومی از تبعید شدگان در روند اخراج تلف شدند. برخی زمانی که منتظر عزیمت بودند و برخی دیگر زمانی که چشمان مشتاقشان بنادر عثمانی را در دریای سیاه نظاره گر بود، به دلیل بیماری‌های واگیر در میان خیل جمعیت کشته شدند. دیگران به علت غرق شدن کشتی‌ها در طوفان یا به علت بارگیری بیش از حد کشتی توسط ناخدایان سودجو هلاک شدند. برای پرداخت هزینه سفر، چرکس‌ها گاه مجبور می‌شدند دام‌ها، دارایی‌ها یا حتی خود را به عنوان برده بفروشند.

کیفیت انجام عملیات توسط روس‌ها اصلاً مناسب نبود. آنان چرکس‌ها را مجبور می‌کردند که ساحل را با کشتی‌های گذری نامشخص ترک کنند و لذا خود را در معرض سوءاستفاده ناخدایان چنین کشتی‌هایی قرار دهند. در برخی موارد، ۱۸۰۰ پناهنده سوار یک کشتی می‌شدند که دام و دارایی‌های خانوادگیشان را نیز حمل می‌کرد. حتی اگر کشتی‌ها ر مسیر غرق نمی‌شدند، چنین محیط‌های شلوغی برای شیوع بیماری‌ها و کمبود آب بدن مناسب بود؛ لذا وقتی کشتی‌ها به مقصد می‌رسیدند، فقط باقیمانده محموله انسانی اولیه را در خود جای داده بودند. به این ترتیب، این کشتی‌ها توسط ناظران معاصر «قبرستانهای شناور» با «عرشه‌هایی غرق در مرگ» خوانده شده‌اند. ایوان درزدوف خاطرنشان می‌کند: 
 … ناخدایان ترکیه‌ای … هر کسی را که کوچکترین علائم بیماری داشت، همچون باری به داخل دریا پرتاب می‌کردند. امواج، اجساد این روح‌های بیچاره را به سواحل آناتولی می‌آورد… شاید کمتر از نیمی از افرادی که رفتند، به مقصد رسیدند. 
سوءاستفاده‌هایی نیز هنگام جابه‌جا کردن پناهندگان بین شهرهای ترکیه مشاهده شده‌است. یک مورد خاص مربوط به یک کشتی به مقصد قبرس بود که جریان آب آن را به ساحل کشانده بود. در این کشتی که اجساد مثله شده و بی سر پیدا شد. دست و پای تعدادی از آوارگان را نیز بسته بودند و زنده زنده به دریا افکنده بودند. در این کشتی، تنها یک سوم از پناهجویانی که سوار شده بودند، زنده ماندند. یکی دیگر از ناظران روسی، اولسفسکی، به سوءاستفاده ناخدایان ترکیه‌ای و پرداخت رشوه توسط چرکس‌ها برای سوار شدن به کشتی‌ها اشاره کرده‌است. اما او تقصیر را بیش از همه فرماندهی روسیه به سرکردگی ایودوکیموف را مقصر می‌داند:
 چرا این چنین شد؟ … چرا آبزاخ‌ها و شاپسوگ‌ها که از وطن خود رانده شده بودند، دچار چنین رنج‌ها و مرگ‌های هولناک شدند؟ این امر فقط به خاطر حرکت عجولانه قشون ما به دریا پیش از اعتدال بهاری بود. اگر تخلیه داخوفسکی یک ماه یا دو هفته دیرتر انجام می‌شد، این اتفاق رخ نمی‌داد. 
 علی‌رغم این شرایط، نیروهای روسی تحت فرمان ایودوکیموف همچنان به راندن چرکس‌ها به ساحل ادامه دادند. در ماه ژانویه ایودوکیموف روستاهای اوبیخ را تخریب کرد و در زمستان شدید آنان را بدون سرپناه رها کرد و در ماه مارس، جمعیت پناهندگان در بندر تواپسه به بیست هزار نفر رسید.
از بین کسانی که موفق شدند به سواحل عثمانی برسند نیز افراد زیادی جان خود را در طی قرنطینه در سواحل، کشتی‌ها یا لازارت‌ها از دست دادند. بسیاری دیگر نیز در اقامتگاه‌های موقت یا در روند انتقال به مقصد نهایی جان باختند. یکی از شاهدان عینی بریتانیایی در این رابطه می‌نویسد
:
 جمعیت انبوهی از مردان، زنان و کودکان لاغر و نحیف ساحل دریا را پوشانده بودند. همه نگاهشان رنگ‌پریده و گرسنه به نظر می‌آمدند. خیلی‌ها لخت و برهنه بودند. چندین نفر در احتضار بودند. 
 در سال ۱۸۶۴، باب عالی عثمانی بارها از دولت روسیه خواست که با توجه به فجایع انسانی که در سواحل آنها رخ می‌داد، اعزام‌ها را به دلایل بشردوستانه متوقف کند، اما این درخواست‌ها رد شد زیرا ایودوکیموف با فوریت استدلال می‌کرد که اتفاقاً تبعیدها باید به جای توقف، تسریع شوند. اکتبر ۱۸۶۴ به عنوان زمان توقف اعزام‌ها انتخاب شده بود اما ایودوکیموف موفق شد این ضرب‌الاجل را دو هفته به تعویق بیندازد. پس از پایان دو هفته نیز او این مهلت را نادیده گرفت و حتی با رسیدن زمستان نیز، چرکس‌ها را بی‌هیچ توقفی اعزام کرد. بعدها در سال ۱۸۶۷، گراندوک میخائیل نیکولاویچ اظهار داشت که با توجه به ائتلاف احتمالی اروپا، پاکسازی بایستی تسریع می‌شد.

### تحلیل نقش قدرتهای بزرگ
با توجه به سیاست کلی عثمانی، والتر ریچموند دولت عثمانی را به "داشتن نقش دوگانه"، "مسئولیت‌ناپذیری شرم آور" و "بی توجهی به پیامدهایی که مهاجرت ممکن است برای پناهندگان به دنبال داشته باشد و ترغیب به جابه‌جایی جمعیت چرکس در مقاطع مختلف " متهم نموده‌است. دولت عثمانی در موضع‌گیری‌های پیشین خود تشویق به مهاجرت نموده بود، در اواخر سال ۱۸۶۳ از چرکس‌ها خواسته بود که "بمانند و مبارزه کنند" و به آنان نوید داده بود که ائتلافی بین‌المللی به کمکشان خواهد شتافت و سپس در ژوئن ۱۸۶۴ علی‌رغم مشخص بودن هزینه‌های انسانی، به شروع موج دیگری از مهاجرت‌ها توصیه کرده بود. شنفیلد نیز عکس العمل عثمانی به بحران را «کاملاً ناکافی» ارزیابی می‌کند و مارک پینسون دولت عثمانی را متهم به عدم تلاش برای تدوین سیاست منسجم در مورد پناهندگان می‌کند. ریچموند همچنین استدلال می‌کند که انگلیسی‌ها، علی‌رغم بحث جدی در مورد احتمال مداخله نظامی برای بهبود اوضاع چرکسیه، نهایتاً تنها نگران منافع ژئوپلیتیکی خود بوده‌اند و چرکسیه را «به حال خود رها کرده‌اند». در عین حال، راسور-اوون می‌گوید که لندن و استانبول، هردو با محدودیت‌های عملی روبرو بوده‌اند و سازماندهی سیل پناهندگان بسیار دشوار بوده‌است. وی همچنین به سختی‌هایی که کارمندان کنسولگری انگلیس، برای کمک به پناهندگان چرکس متحمل شده‌اند، اشاره می‌کند و خاطرنشان می‌سازد که به مرور زمان، سیاست عثمانی در مورد اسکان پناهندگان بهبود یافته‌است، بطوریکه در سال ۱۸۶۷ که پناهجویان نهایی آبخاز منتقل می‌شدند، تعداد کشته‌ها بسیار کاهش یافته‌است. درحالی‌که ریچموند استدلال می‌کند که اروپای غربی تنها زمانی از اوضاع چرکسیه خشمگین شد که روسیه باب عالی را برای بدست آوردن امتیاز ویژه‌ای در داردانل تحت فشار گذاشت و به تهدید منافع تجاری غرب پرداخت. راسور-اوون تأکید می‌کند که تلاشهای بشردوستانه سازمان‌های بریتانیایی و نگرانی در مورد سلامتی چرکسها در اسکاتلند شدیدتر از سایر مناطق بریتانیا بوده‌است. زیرا در آن‌جا مبارزات چرکس با زخم‌های اخیر تاریخ اسکاتلند مقایسه می‌شد.

### قتل‌عام‌های ارتش روسیه

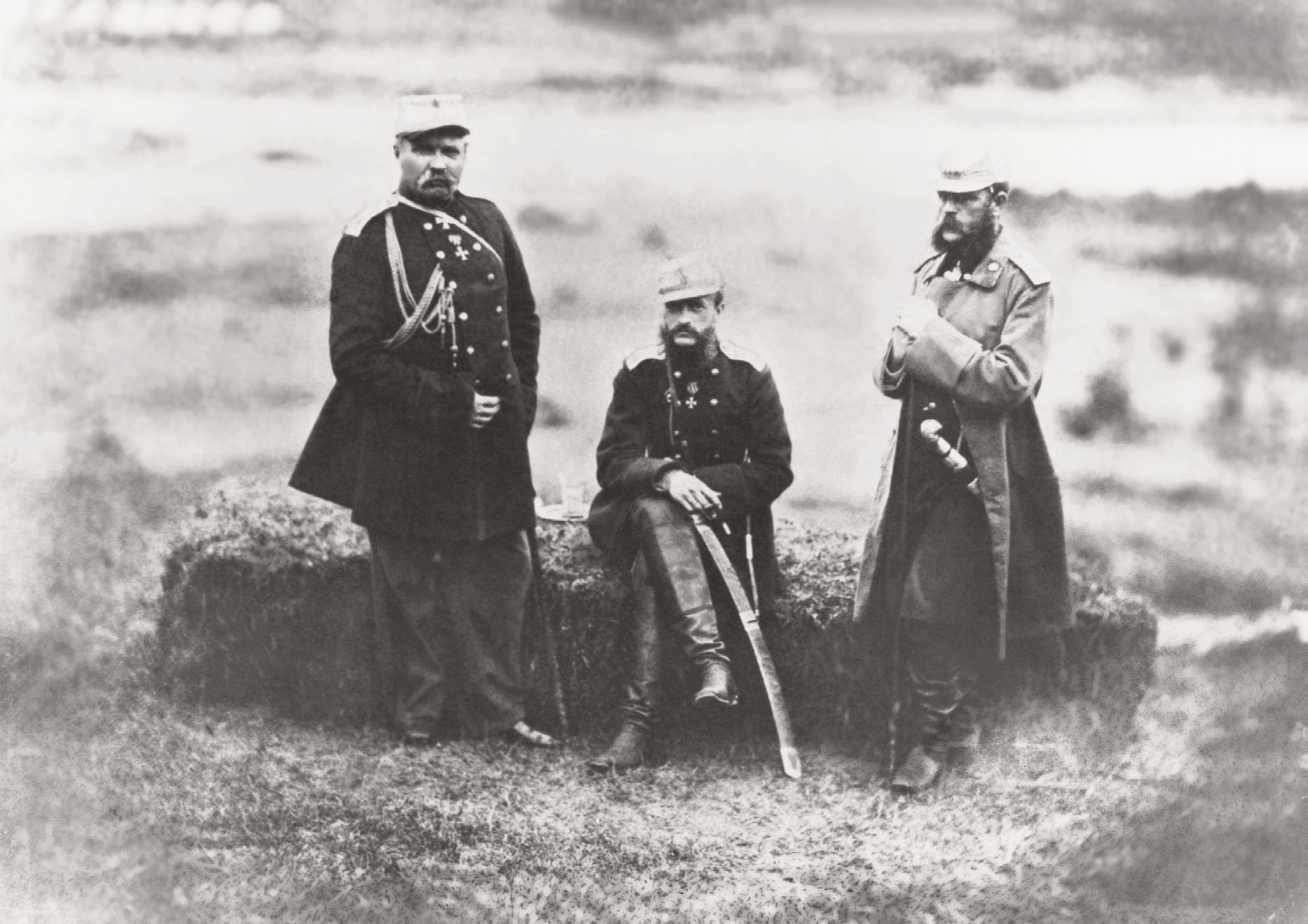
فرماندهان قشون روس در قفقاز غربی: فرمانده پیاده‌نظام کنت نیکلای ایودوکیموف (چپ)، فرماندار قفقاز و گراندوک میخاییل نیکلایویچ (وسط) و سرلشکر دی. آی سیواتوپولک-میرسکی (راست)، کبادا، ۲۱ مه ۱۸۶۴.

اگرچه تزار الکساندر دوم دستور داده بود که چرکس‌ها تبعید شوند و قتل‌عام صورت نگیرد، فرماندهان روسی به این فکر بودند که بخش بزرگی از جمعیت چرکس را قتل‌عام کنند، و ژنرال فدایف نوشته‌است که فرماندهی روس تصمیم گرفت که «نیمی از چرکس‌ها را نابود کند تا نیم دیگر اسلحهٔ خود را تسلیم کنند.» ریچموند خاطرنشان کرده‌است که «گزارش‌های فراوانی» از وقوع قتل‌عام در مراحل پایانی عملیات قفقاز وجود دارد.
چنان‌که ایوان درزدوف گزارش می‌دهد، در آوریل ۱۸۶۲، گروهی از سربازان روس صدها نفر از چرکس‌ها را که مهمات تمام کرده بودند، کشتند و «کوه پوشیده از اجساد دشمنان بی‌پناه» را ترک کردند.
ارتش روسیه اغلب ترجیح می‌داد سکونتگاه‌های چرکس‌ها را بمباران کند. در ژوئن سال ۱۸۶۲، پس از اینکه روستاهای چرکس نشین بخشی از منطقه کوبان سوخته و چرکس‌ها به جنگل گریختند، افراد ژنرال تیخوتسکی اقدام به بمباران جنگل کردند. در سپتامبر سال ۱۸۶۲، پس از بمباران یک روستای چرکس و فرار ساکنان آن به داخل جنگل، ژنرال ایودوکیموف به مدت شش ساعت مستقیم آن جنگل را بمباران کرد. ایوان درزدوف ادعا می‌کند بسیار شنیده‌است که مردان چرکس قسم می‌خوردند خود را قربانی توپ کنند تا به بقیه افراد آن‌ها اجازه فرار داده شود و بعداً گزارش می‌دهد که گروه‌هایی از چرکس‌ها چنین کرده‌اند.
ریچموند بیان می‌کند که تا پاییز ۱۸۶۳، عملیات روسیه «روشمند و کامل» شد. آنان پس از آن که چرکس‌ها به جنگل می‌گریختند، روستای آنان را تخریب می‌کردند، دام‌هایشان را گردآوری می‌کردند و هر غذایی که می‌توانستند پیدا کنند را می‌سوزاندند. سپس بعد از یک یا دو هفته جستجو می‌کردند و هر کلبه ای را که چرکس‌ها برای پناهگاه ساخته بودند، از بین می‌بردند. این روند تا زمانی که اژنرال یودوکیموف راضی شد که همه بومیان منطقه فوت یا فرار کرده‌اند، تکرار شد.
در ماه مه سال ۱۸۶۴، قبایل ساحلی سخو، آخسیپسو، آیبگو و جیگیت در جنگ شکست خوردند و پس از آن همه آنان تا آخرین مرد، زن و کودک قتل‌عام شدند. پس از آن، در ۲۱ مه، شاهزاده میخائیل نیکولایویچ سربازان را در یک محوطه خالی برای مراسم شکرگزاری جمع کرد.

### کشتی‌های حمل و نقل
با افزایش تبعیدها، کشتی‌های عثمانی و روس به اندازه کافی برای حمل تمامی پناهندگان وجود نداشت، حتی بکار گرفتن کشتی‌های جنگی عثمانی و روس نیز نتوانست مسئله کمبود کشتی را حل کند و لذا این عملیات عوارض سنگینی را برای خزانه عثمانی پدیدآورد و آنان متحمل هزینه‌ای گزاف شدند.
ابتدا، در ۱۷ مه ۱۸۶۳، تزار الکساندر دوم دستور داد که «کسانی که تصمیم به مهاجرت گرفته‌اند» باید خود مخارج آن را بپردازند. سپس، روس‌ها مزایایی مالی برای کشتی‌های که چرکس‌ها را به بنادر عثمانی برسانند، ارائه دادند، اما خود چرکسها را مجبور به پرداخت بخشی از هزینه کردند. در بعضی موارد، چرکسها مجبور شدند که دام یا اموال خود را برای پرداخت وجه بفروشند، در برخی موارد دیگر، از هر سی چرکس یکی نفر برای پرداخت هزینه به عنوان برده فروخته می‌شد. این وجوه سرانجام به دست حمل کنندگان و از جمله افسران نظامی روسی می‌رسید. بسیاری از کشتی‌ها به علت بیماری‌های شایع بین پناهندگان از حمل آن‌ها امتناع می‌کردند، زیرا خدمهٔ بسیاری از کشتی‌هایی که چرکس‌ها را سوار کرده بودند، بیمار شده بودند. ناخدای کشتی‌های دیگری که پذیرفته بودند چرکس‌ها را به بنادر عثمانی برسانند، سعی می‌کردند با سوار کردن افراد بیش از ظرفیت کشتی تا خد امکان سود بیشتری بدست آورند که این مسئله در نهایت باعث غرق شدن بسیاری از قایق‌ها و کشته شدن انسان‌های درون آن شد. در آوریل ۱۸۶۴، پس از آنکه خدمه یک کشتی روسی به‌طور کامل به علت بیماری از بین رفتند، کشتی‌های روسی خود حمل و نقل را متوقف کردند و کلیه مراحل را بر دوش عثمانی‌ها انداختند. اگرچه ایودوکیموف در مورد امکان استخدام کشتی‌های بیشتر تحقیق کرد، اما هیچ تلاشی برای تهیه تدارکات غذا، آب یا کمک پزشکی نکرد.
حداقل یک منبع روسی از سال ۱۹۰۸ گفته‌است که کمیسیون‌های ویژه‌ای توسط مقامات امپراتوری روسیه برای کاهش میزان مرگ و میر و «بررسی نیازهای مهاجران» از جمله جلوگیری از اضافه بار کشتی‌ها، به حراج گذاشتن سودآور اموال منقول سنگین، آماده کردن لباس و آذوقه برای خانواده‌های فقیر و «حمل آنان به رایگان و بدون هیچ هزینه‌ای»، پدید آمد. کنسول روسی مستقر در بندر ترابزون در دریای سیاه ورود ۲۴۰٬۰۰۰ چرکس را گزارش داده‌است که ۱۹۰۰۰ نفر از آنان مدت کوتاهی پس از رسیدن به آن‌جا درگذشته‌اند. وی همچنین نوشته‌است که نرخ مرگ و میر در حدود ۲۰۰ نفر در روز بود.
هنری بولور، سفیر انگلیس در استانبول، در ۲۵ مه ۱۸۶۴ گزارش داده‌است که دولت انگلیس تعدادی از کشتی‌های خود را برای این عملیات تخصیص خواهد داد زیرا عثمانی‌ها به تعداد کافی کشتی در اختیار نداشتند. این کشتی‌ها نرسیدند اما کشتی‌های دولت انگلیس در نقاط مختلف کمک‌هایی می‌کردند و کشتی‌های بخار انگلیس نیز مفید واقع شدند. در تاریخ ۲۹ ماه مه، گزارش شده‌است که ۸ کشتی یونانی، یکی کشتی مولداویایی، یک کشای آلمانی و یک کشتی انگلیسی به حمل چرکس‌ها کمک کرده‌اند.

### لابی و کمک رسانی
در سال ۱۸۶۲، چرکس‌ها هیاتی از رهبران را به شهرهای بزرگ بریتانیا، که به‌صورت پنهانی به چرکس‌ها جهت سازماندهی مقاومت خود کمک می‌کرد، فرستادند. آنان به شهرهای مهم انگلیس و اسکاتلند از جمله لندن، منچستر، ادینبورگ و داندی مراجعه کردند تا حمایت عموم را برای اهداف خود جلب کنند. این بازدیدها باعث بالا رفتن حمایت عمومی از چرکس‌ها و خشم نسبت به روسیه شد. همدردی‌ها به ویژه در اسکاتلند -احتمالاً به دلیل پاکسازی کوهستان که اخیراً رخ داده بود- شدید بود. این همدردی‌ها باعث پدید آمدن لابی جهت مداخله کمیته امور خارجه داندی شد که خواستار سلاح برای دفاع از چرکسیه بود و کمیته کمک به چرکس‌ها را در لندن تأسیس کرد و به مداوم در مورد این موضوع در روزنامه‌های مختلف مانند اسکات من گزارش می‌داد. سیاستمداران و روزنامه‌ها شروع به توجه به «مسئلهٔ چرکس» کردند و خواستار مداخله برای نجات چرکس‌ها شدند. در مقطعی نزدیک بود که مجلس با روسیه وارد جنگ شود و قیمومیت چرکسیه را ایجاد کند. گرچه این ابتکارات نتوانست سیاست دولت انگلیس را تغییر دهد، کمیته کمک به چرکس‌ها که توسط بسیاری از افرادی که از بی‌عملی لندن عصبانی بودند، سازماندهی می‌شد، موفق به جمع‌آوری ۲٬۰۶۷ پوند برای تهیه تشک، پتو، بالش، لباس‌های پشمی و پارچه خصوصاً برای یتیمان چرکس در استانبول شد. تبلیغ روسوفوبی توسط برخی از اعضای این کمیته منجر به بسته شدن آن در مارس ۱۸۶۵ شد. کنسول‌های انگلیس درگیر امداد و ساماندهی اسکان مجدد چرکس‌ها شدند. در کنسول‌های مختلف انگلیس و کارمندان کنسولگری به علت شیوع بیماری‌های مختلف بین چرکس‌ها، بیمار شدند و تعداد معدودی نیز در اثر چنین بیماری‌هایی جان باختند.
در مراحل اولیه، جمعیت عثمانی، اعم از مسلمان و مسیحی نیز امداد و کمک‌رسانی را انجام می‌دادند. در ویدین، بلغارستان، ساکنان مسلمان و مسیحی داوطلب شدند که تولید دانه خود را افزایش دهند و آن را برای پناهندگان محلی چرکس ارسال کنند. در قبرس، جمعیت مسلمان یتیمان چرکس را پناه دادند. دولت عثمانی برای آنها مساجد ساخت و برای آنها معلم فراهم کرد. سلطان ۵۰٬۰۰۰ پوند از سرمایه شخصی خود را اهدا کرد. گرچه برخی از گزارش‌ها در مطبوعات انگلیس، حاکی از آن بود که بیشتر این پول در نتیجه اختلاس توسط مقامات عثمانی، جهت کمک به پناهندگان چرکس مورد استفاده قرار نگرفته‌است. اما با افزایش پناهندگان، احساسات علیه آنان، به ویژه بین بلغارها و جمعیت ترک افزایش یافت و تنش‌ها بین بومیان بلغاری و ترک و پناهندگان چرکس آغاز شد.

### اسکان مجدد در اراضی
در ۲۵ ژوئن سال ۱۸۶۱، تزار الکساندر دوم فرمان امپراتوری با عنوان «حل و فصل مسئلهٔ قفقاز شمالی» را امضا کرد که به شرح زیر است: 
 اکنون که با یاری خداوند، فتح کامل قفقاز نزدیک است. چند سال تلاش مداوم نیاز است تا مردمان متخاصم را از زمین‌های حاصلخیزی که اشغال کرده‌اند، به‌طور کامل وادار به خروج کنید و در آن جمعیت مسیحی روس را برای همیشه مستقر کنید. افتخار انجام این عمل عمدتاً متعلق به کازاک‌های نیروهای مسلح کوبانسکی خواهد بود. 
 برای تسریع این روند، الکساندر غرامت مالی و امتیازات مختلفی ارائه کرد. از بهار سال ۱۸۶۱ تا ۱۸۶۲، ۳۵ روستای کازاک تأسیس شد و ۵۴۸۰ خانواده به تازگی در این سرزمین مستقر شدند. 
در سال ۱۸۶۴ هفده روستای جدید کازاک در منطقه کوبان جنوبی ایجاد شد.

## اسکان مجدد

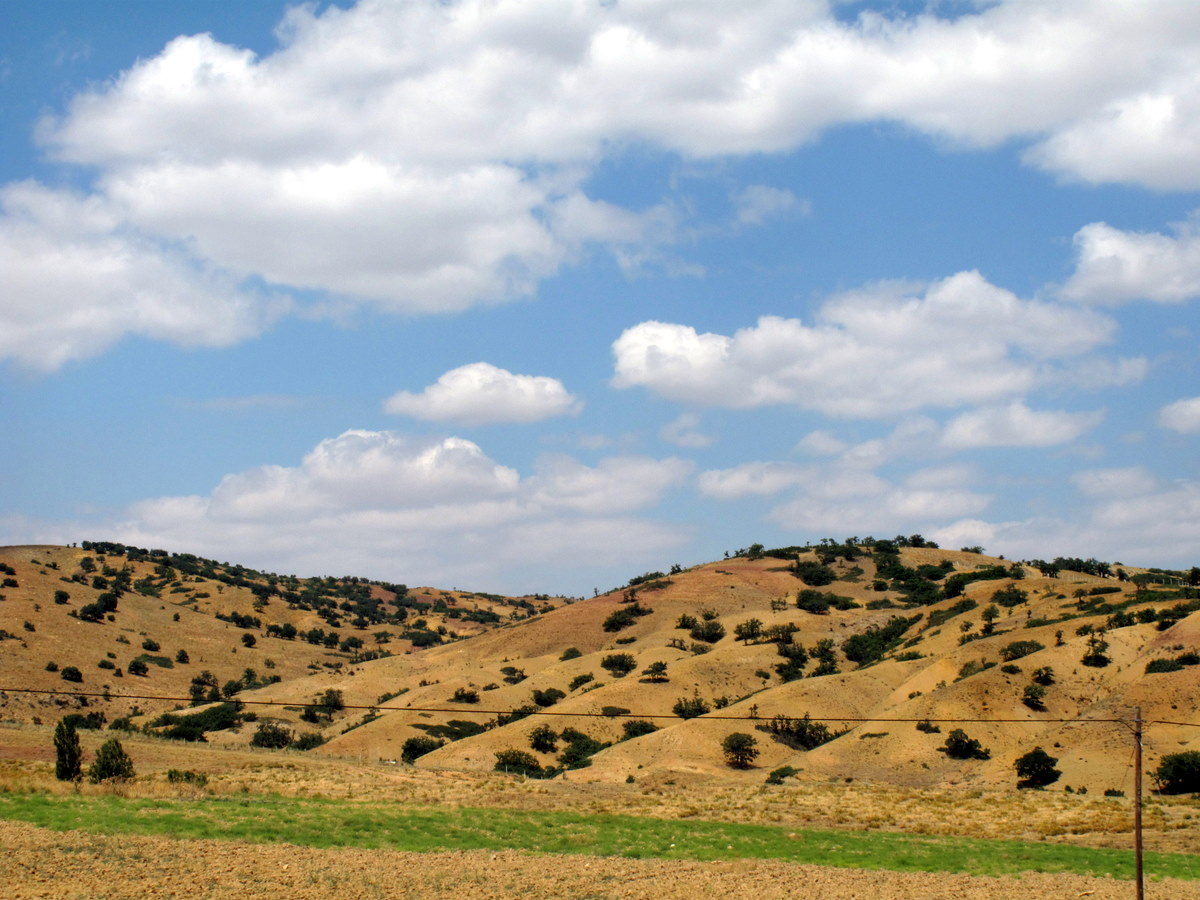
آناتولی داخلی در عصر حاضر

مقامات عثمانی اغلب نتوانستند از تازه واردان پشتیبانی کنند. آنها در مناطق کوهستانی غیرقابل سکونت آناتولی داخلی مستقر شدند و در مشاغل پست و طاقت‌فرسا مشغول شدند.
پسر امام شامیل، محمد شفیع، از شرایطی که مهاجران هنگام ورود به آناتولی با آن روبرو بودند، متعجب شد و به بررسی اوضاع پرداخت: «به عبدالمجید خواهم نوشت که دست از فریب مردمان کوهستان بردارد. . . بدعهدی دولت قابل بیان نیست. ترک‌ها با اعلامیه‌های خود باعث مهاجرت شدند، احتمالاً امیدوار بودند که از پناهندگان برای اهداف نظامی استفاده کنند … اما پس از رویایی با سیل پناهندگان، به لاک پشت تبدیل شدند و شرم آور است که کسانی را که آماده بودند تا جان خود برای عظمت ترکیه فدا کنند، به مرگ آرام محکوم کردند».
تنها در سال ۱۸۶۴ حدود ۲۲۰٬۰۰۰ نفر در آناتولی از کشتی پیاده شدند. بین ۶ مارس و ۲۱ مه ۱۸۶۴، تمام اوبیخ‌ها از قفقاز به ترکیه عزیمت کردند و در آنجا از نظر زبانی از بین رفتند. با پایان این عملیات، بیش از ۴۰۰۰۰۰ چرکس، ۲۰۰٬۰۰۰ آبخاز و آجار به ترکیه گریختند. اصطلاح Çerkes، «چرکسها»، مدت‌ها در ترکیه برای تمامی آن‌ها استفاده می‌شد زیرا که اکثریت آدیغه بودند. برخی دیگر از پناهجویان چرکس به مناطق مرزی ولایت طونه گریختند. عثمانی‌ها در این مناطق، نیروهای نظامی خود را برای دفاع از استان جدید افزایش داده بودند. برخی از چرکس‌ها وارد خدمت نطامی شدند و برخی دیگر در این منطقه مستقر شدند.
مقامات عثمانی غالباً تصمیم گرفتند که چرکس‌ها را در مناطقی با اکثریت مسیحی که آغاز به استقلال‌ظلبی کرده بودند، مستقر سازند تا چرکس‌ها نقش جمعیت وفادار به امپراتوری و متضاد بومیان شورشی را در این مناطق بازی کنند. این مکان‌ها به تازگی در عملیات اسکان پیشین حدود یک صد هزار تاتار کریمه را در خود جای داده بودند. عملیات اسکان قبلی هم منجر به عوارض و مشکلات گسترده‌ای شده بود گزارش شده‌است که وضعیت در وارنا بسیار بد بود. ۸۰۰۰۰ چرکس در حومه شهر در «اردوگاه‌های مرگ» مستقر شدند. هیچ‌گونه امکاناتی جهت مقابله با بیماری‌ها فراهم نشد و هیچ‌گونه پناهگاهی در برابر باد و باران فراهم نبود و پناهندگان بدون غذا رها شده بودند. هنگامی که چرکس‌ها نان تقاضا کردند، سربازان ترک از ترس از بیماری‌های واگیری که چرکس‌ها بدان مبتلا بودند، فرار کردند. با خود داشتند آنها را تعقیب کردند. گزارش شده‌است که ترکها نتوانستند اجساد چرکس را دفن کنند و محکومین را برای انجام این کار استخدام کردند. یکی از چرکس‌ها به فرمانداری کل نوشت: «ترجیح می‌دهیم که به سیبری برویم تا اینکه در این سیبری زندگی کنیم … در محل مشخص شده فقط می‌توان مرد و نمی‌توان زندگی کرد».

### مناطقی که چرکس‌ها در آن مستقر شدند

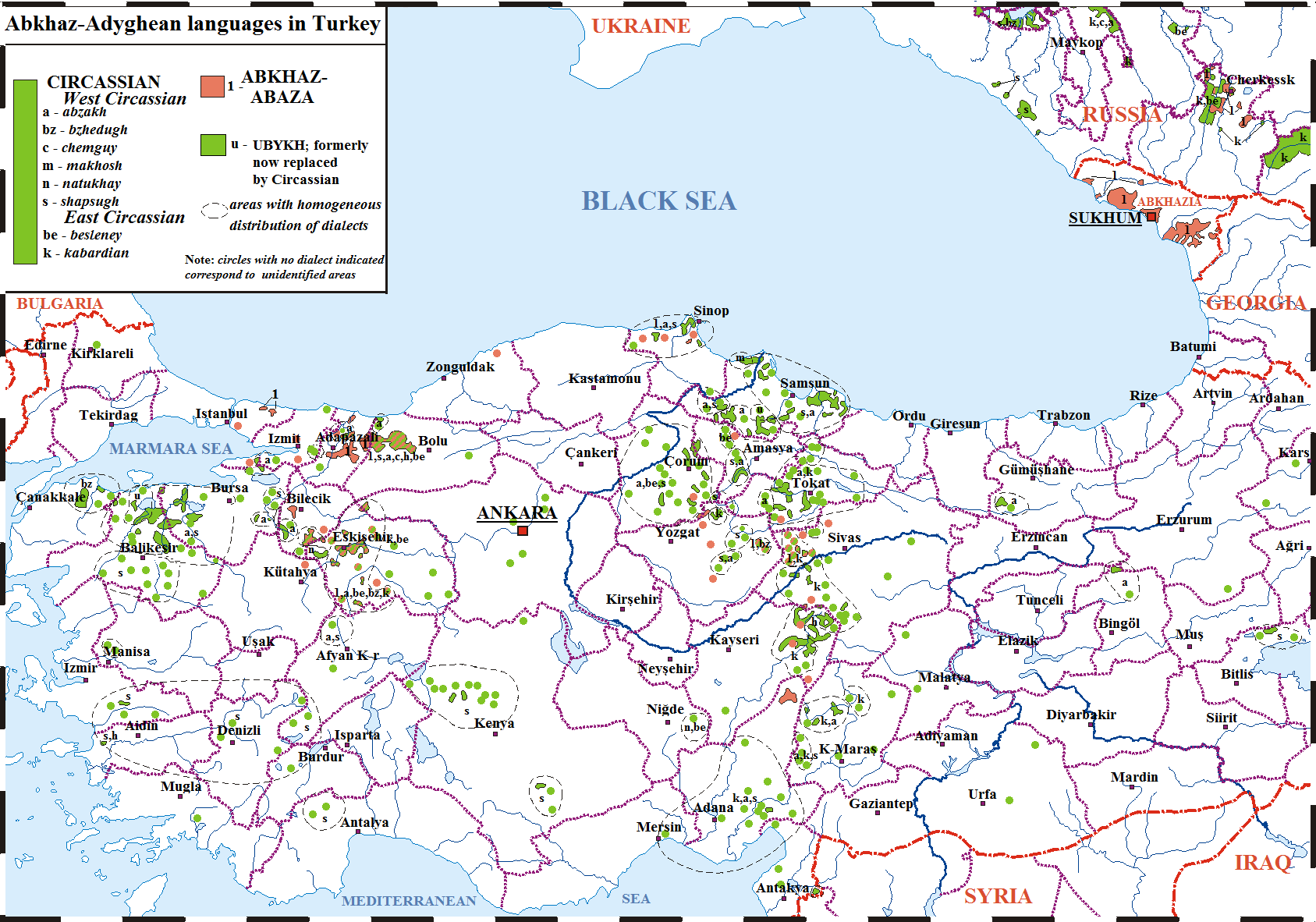
توزیع جمعیت چرکس در چرکسیه تاریخی و دیاسپورا، قرن بیست و یکم

#### بالکان
تنها در سالهای ۱۸۶۱–۱۸۶۲، در ولایت طونه، ۴۱۰۰۰ خانواده پناهنده چرکس وجود داشته‌است. در پایان این روند، در بالکان حدود ۲۵۰٬۰۰۰ چرکس ساکن بوده که ۵ تا ۷ درصد کل جمعیت بالکان را تشکیل می‌دادند. این عدد علاوه بر ۱۰۰۰۰۰ تاتار کریمه‌ای است که اخیراً جمعیت بالکان در عملیات قبلی مجبور به پذیرش آن شده بودند.
قدیر ناتو خاطرنشان می‌کند که «زنجیره‌ای از اسکان چرکس‌ها تقریباً تمام بخش‌های اروپایی امپراتوری عثمانی را درگیر کرد». تعداد بسیاری از چریکها در بلغارستان اسکان داده شدند. روزنامه Istoria Bulgarii گزارش می‌دهد که «حدود ۶٬۰۰۰ خانواده از طریق بورگاس منتقل شده و در تراکیه مستقر شده‌اند؛ ۱۳٬۰۰۰ خانواده - از طریق وارنا و شومن - به سیلیسترا و ویدین؛ ۱۲٬۰۰۰ خانواده به صوفیه و نیش منتقل شده‌اند. ۱۰٬۰۰۰ خانواده باقیمانده در سویشتوف، نیکیپولسک، اوریشخفسک و حومه سایر شهرها توزیع شده‌اند.» زنجیره ای از شهرک‌های چرکس نشین از دوبروجا تا مرز صربستان امتداد داشت، و ۲۳ شهرک در ناحیه کوزوو وجود داشته‌است. چرکسها همچنین در چند منطقه عمدتاً یونانی نشین، به ویژه جنوب اپیروس، قبرس و در یک محله در پاندرما در دریای مرمره مستقر شدند.

#### آناتولی و عراق
قدیر ناتو مناطق زیر را به عنوان مناطقی که دارای جمعیت قابل توجه پناهندگان چرکس بوده‌اند، ذکر کرده‌است: "در آناتولی وسیع… در نزدیکی آماسیا، سامسون، کیلیکیه، بین النهرین، در شبه جزیره چارسامبا، در امتداد دریای اژه، در ارمنستان ترکیه، آداپازار، دوژگه، اسکی شهر و بالیکسیر. مردمان کوهستان از ترابزون مستقیماً به قارص و ارزنجان فرستاده شدند … بسیاری از تبعیدیان در ولایت سیواس در صحرای وسیع بین توکات و سیواس توزیع شدند».

## پیشنهاد بازگشت
بسیاری از خانواده‌های چرکس از سفارت روسیه در قسطنطنیه درخواست کردند تا آنان را مجدداً در قفقاز اسکان دهند. در اواخر قرن، کنسولگری‌های روسیه در سرتاسر امپراتوری عثمانی غرق در چنین طومارهایی بودند. بعدها، مهاجرت مجدد جز در مقیاس محدود ممنوع شد، زیرا بیشتر روستاهای بزرگ (تا ۸٬۵۰۰ نفر) برای مهاجرت مجدد اقدام می‌کردند و جابجایی آنها مشکلات بزرگی برای مقامات امپراتوری ایجاد می‌کرد. شاید مهمتر از آن، الکساندر دوم مشکوک بود که بریتانیا و ترکیه از چرکس‌ها خواسته‌اند تا بازگردند و جنگ جدیدی علیه سران روس خود، برپا کنند. در نتیجه، وی شخصاً چنین طومارهایی را رد می‌کرد.

## پیامدها و نتایج

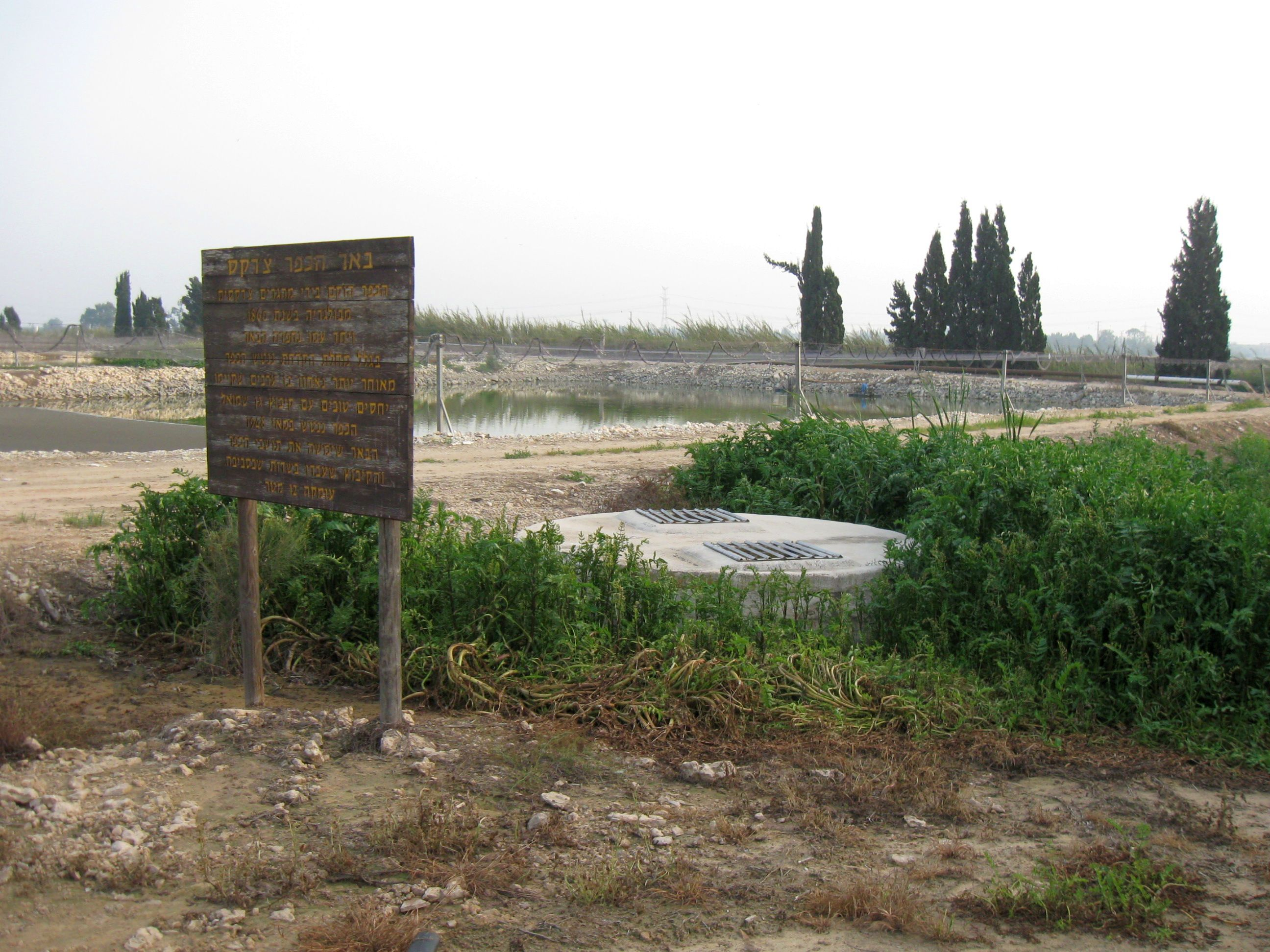
محل دهکده‌ای چرکس نشین که در سال ۱۸۶۰ در لوانت عثمانی تأسیس شد، این دهکده خیلی زود به دلیل شیوع مالاریا متروک شد

برای جزئیات بیشتر به مقاله‌های " چرکس "، " آدیغه " و " اوبیخ " مراجعه کنید.
اسکان مجدد برای مردم عادی با سختی‌هایی همراه بود. تعداد قابل توجهی از گرسنگی درگذشتند - بسیاری از ترکهایی که تبار آدیغه دارند هنوز هم به عزیزان خود که در طی گذر از دریای سیاه از دست داده‌اند، ماهی نمی‌خورند.
برخی از تبعیدشدگان و فرزندان آنها به خوبی با جامعه جدید تطابق یافتند و در نهایت به مقامات بالایی در امپراتوری عثمانی رسیدند. تعداد قابل توجهی از ترکان جوان ریشه قفقازی داشتند.
کلیه ملیت‌های ترکیه در اوراق رسمی ترک نامیده می‌شوند. با این حال، چند صد روستا وجود دارد که کاملاً «چرکس» در نظر گرفته می‍شوند. مجموع جمعیت «چرکس» این روستاها حدود ۱٫۰۰۰٬۰۰۰ تخمین زده می‌شود، هرچند هیچ‌گونه اطلاعات رسمی در دست نیست و تخمین‌ها بر اساس بررسی‌های غیررسمی می‌باشد. «چرکس‌های» مورد اشاره ممکن است همیشه به زبان اجداد خود صحبت نکنند. احزاب راست‌گرای ترکیه با درجات گوناگون ناسیونالیسم ترکیه‌ای، غالباً در مناطقی که بخش قابل توجهی از جمعیت آنان چرکس است، رای بالایی دارند (مانند اکیازی).
همزمان با خواست ترکیه برای پیوستن به اتحادیه اروپا با توجه بیشتری به قومیت یا فرهنگ جمعیت‌هایی که خصوصیات خاصی داشتند، شد.
در کشورهای خاورمیانه که از تجزیه امپراتوری عثمانی ایجاد شده بودند (و در ابتدا تحت‌الحمایه بریتانیا بودند) سرنوشت قومیت‌ها بهتر بود. آل جیش العربی (هنگ عرب)، که تحت تأثیر لارنس در فرااردن ایجاد شد، میزان قابل توجهی چچن داشت - به نظر می‌رسد به این دلیل که بادیه نشینان تمایلی به خدمت تحت فرماندهی متمرکز نداشتند. علاوه بر این، شهر کنونی امان پس از اسکان چرکس‌ها در آن‌جا در سال ۱۸۸۷ ایجاد شد.
جدا از تعداد قابل توجه چرکس‌های کاباردی متشکل از قبایل قالنگ، جوامع اندک از چرکس‌های کوهستان (قبایل نانگ) در سرزمین اصلی خود تحت حاکمیت روسیه و در منطقه ای که کازاک‌های روس، اسلاوها و سایر مهاجران اسکان داده شده بودند، باقی ماندند. به عنوان مثال، پایتخت قبیله شاپسوگ به نام ژنرال روسی که مرتکب خشونت زیادی در منطقه شده بود، تغییر نام یافت و به یاد وی، مجسمه پیروزی برپا شد. در سال ۱۸۹۷، حدود ۲۱۷۰۰۰ چرکس در قفقاز باقی مانده بودند.

### تنش‌های قومی در امپراتوری عثمانی

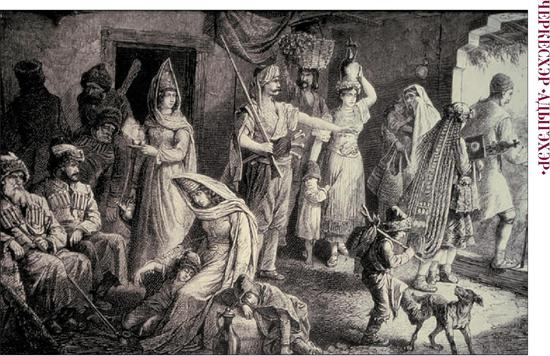
چرکس‌ها در خانه یک خانواده تبعید شده بلغاری اسکان داده شده‌اند، نقاشی از دههٔ ۱۸۷۰

میشا گلنی خاطرنشان می‌کند که اسکان چرکس‌ها نقش اساسی در بی‌ثبات کردن بالکان عثمانی به ویژه بلغارستان داشته‌است. ورود آنها به گسترش قحطی و بیماری‌های واگیر (از جمله آبله) در سرزمین‌های بالکان منجر شد و بدتر از آن، برای فراهم کردن مسکن پناهندگان، باب عالی دستور داد که مسیحیان به‌طور گسترده از خانه‌های خود در مناطق مشخصی بیرون رانده شوند. این مسئله و وقوع درگیری مسلحانه بین چرکس‌ها و بومیان مسیحی و مسلمان، رشد احساسات ناسیونالیستی در بالکان را تسریع کرد. قدیر ناتو می‌نویسد که عثمانی‌ها چرکس‌ها را به عنوان «نیروی پلیس» در بالکان به کار گرفتند و همچنین آنها را با هدف افزایش جمعیت محلی مسلمان، در این مناطق اسکان دادند. به طوری که چرکس‌ها مجبور بودند علیه شورش‌های محلی سلاح به دست بگیرند. مردم محلی بالکان، که اخیراً تعداد زیادی پناهنده تاتار کریمه پذیرفته بودند، عملی که باعث مرگ هزاران نفر از پناهندگان و بومیان به‌طور یکسان به دلیل بیماری و قحطی شده بود، مایل به پذیرش بیشتر پناهندگان مسلمان اخراج شده توسط روسها، نبودند و به ویژه برخی از بلغارها متقاعد شده بودند که چرکس‌ها «جهت فلج کردن هر نوع جنبش آزادی‌بخش و استقلال‌طلب اسلاو» در روستاهای پراکنده بلغاری اسکان داده شده‌اند. با اینکه در بسیاری از مناطق، مسیحیان بلغارستان در ابتدا نسبت به پناهندگان چرکس بسیار مهمان‌نواز بودند، و از جمله با تولید منابع اضافی آنان را حمایت می‌کردند، اما سقوط احساسات بشردوستانه همراه با بی‌ثباتی سیاسی باعث شد، روابط بین دو گروه تیره شود.
در بسیاری از موارد، زمین‌هایی توسط دولت عثمانی به پناهجویان قفقاز شمالی اختصاص داده شد، اما افراد محلی از تسلیم خانه‌های خود امتناع ورزیدند، و این باعث درگیری بین چرکس‌ها و چچن‌ها از یک سو و بومیان بلغار، صرب، عرب، بادیه‌نشین، دروز، ارمنی، ترک و کرد از سوی دیگر شد. در اوزون ایل، بین کایسری و سیواس، چرکس‌ها در نهایت جمعیت محلی کرد را بیرون راندند و تا به امروز کردهایی که در آن منطقه ریشه دارند، این واقعه را در یک ترانه عامیانه به خاطر سپرده‌اند که چگونه «مردمانی ظالم که موی سر روشن، چشمانی آبی و کلاهی از پوست گوسفند بر سر داشتند» آنها را از خانه‌هایشان بیرون راندند.
چرکس‌ها که به لحاظ روانی آسیب دیده و ناامید بودند و چند دهه اخیر را در شرایطی زیسته بودند که چرکس‌ها و روس‌ها به‌طور مرتب به یکدیگر یورش می‌بردند، گاه به جمعیت بومی حمله می‌کردند که در نهایت باعث شد آنان در سراسر امپراتوری به عنوان وحشی و بربر بدنام شوند.
سرانجام، ترس از چرکسها، به دلیل بیماری‌هایی که آنان گسترش می‌دادند و کلیشه‌ای که از آنها به عنوان گدا یا راهزن وجود داشت، چنان زیاد شد که جوامع مسیحی و مسلمان به‌طور یکسان با شنیدن اینکه چرکس‌ها در نزدیکی آنها اسکان داده خواهند شد، اعتراض می‌کردند.
بعدها، در دهه ۱۸۷۰، مجدداً در بالکان جایی که بیشتر چرکس‌ها خانه‌های خود را ساخته بودند، جنگ درگرفت و آنها بار دیگر توسط روس‌ها یا نیروهای متحد روس‌ها متفقین تبعید شدند.

## به رسمیت شناختن نسل‌کشی

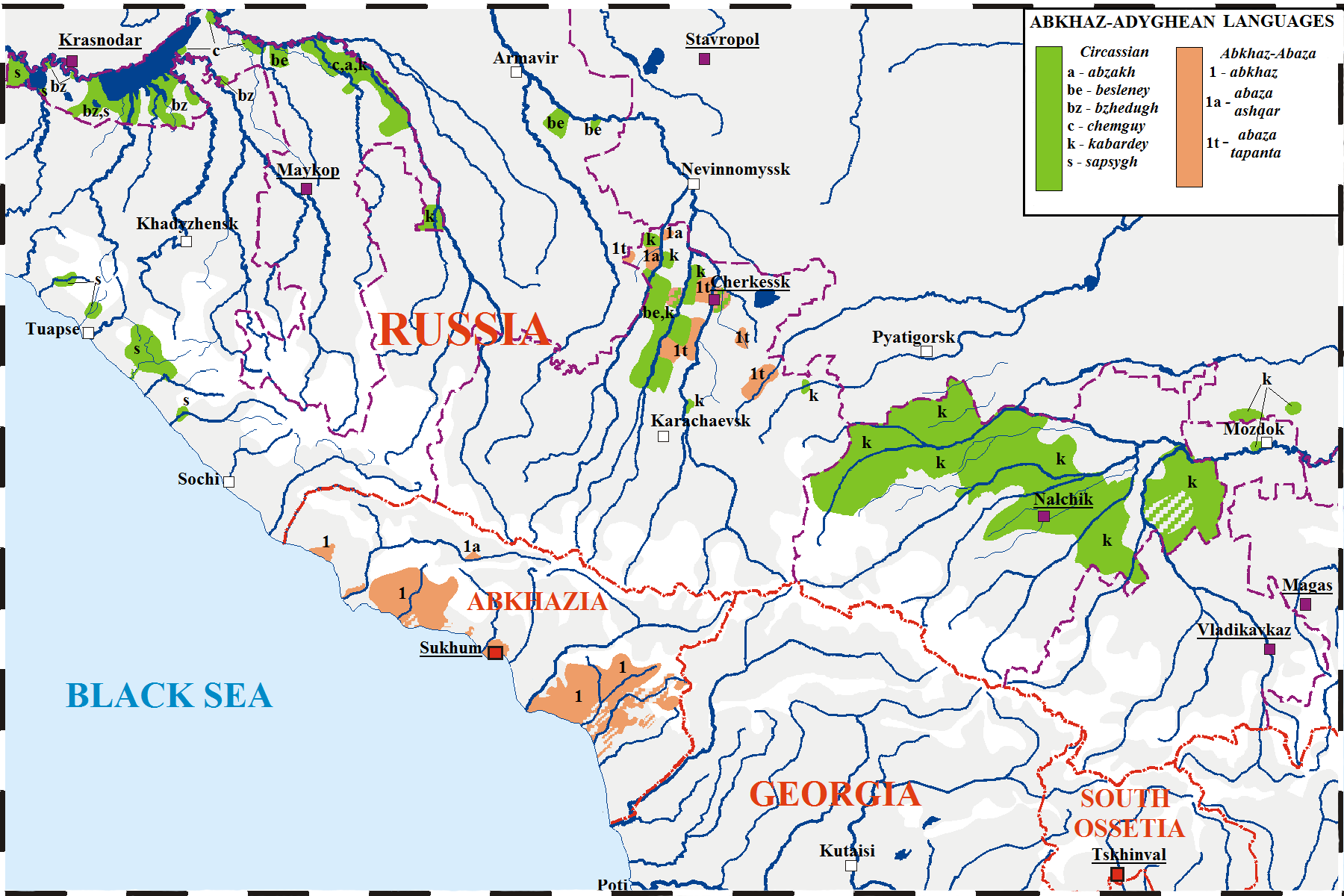
جمعیت باقیمانده چرکس در چرکسیه تاریخی، قرن بیست و یکم

اخیراً، محققان و فعالان چرکس پیشنهاد داده‌اند که تبعیدها می‌توانند نمونه‌ای از مفهوم مدرن پاکسازی قومی تلقی شود، گرچه این اصطلاح در قرن نوزدهم مورد استفاده قرار نمی‌گرفت اما نظر به تخلیه سیستماتیک روستاها توسط سربازان روسی که با استعمار این سرزمین‌ها توسط روس‌ها همراه بود، ممکن است بتوان آن را پاکسازی قومی تلقی کرد. آنان تخمین می‌زنند که حدود ۹۰ درصد چریکس‌ها (بیش از سه میلیون) از سرزمین‌های اشغال شده توسط روسیه نقل مکان کرده‌اند. طی این وقایع و جنگ قفقاز که پیش از آن رخ داده بود، دست کم صدها هزار نفر «کشته شده یا در نتیجه قحطی جان باختند»، اما هنوز تعداد دقیق مشخص نیست.
بیانیه رئیس‌جمهور پیشین روسیه، بوریس یلتسین در ماه مه ۱۹۹۴ اذعان می‌کند که مقاومت در برابر نیروهای تزاری مشروع بوده‌است، اما وی «گناه دولت تزار را بخاطر نسل‌کشی» به رسمیت نشناخت. در سال‌های ۱۹۹۷ و ۱۹۹۸، رهبران کاباردینو-بالکاریا و آدیغیه درخواستی برای تجدید نظر و عذرخواهی به دوما ارسال کردند. تا به امروز، مسکو هیچ پاسخی نداده‌است. در اکتبر سال ۲۰۰۶، سازمان‌های عمومی آدیغهٔ روسیه، ترکیه، اسرائیل، اردن، سوریه، ایالات متحده، بلژیک، کانادا و آلمان نامه‌ای به رئیس پارلمان اروپا فرستادند و درخواست کردند که نسل‌کشی آدیغه‌ها (چرکس‌ها) به رسمیت شناخته شود.

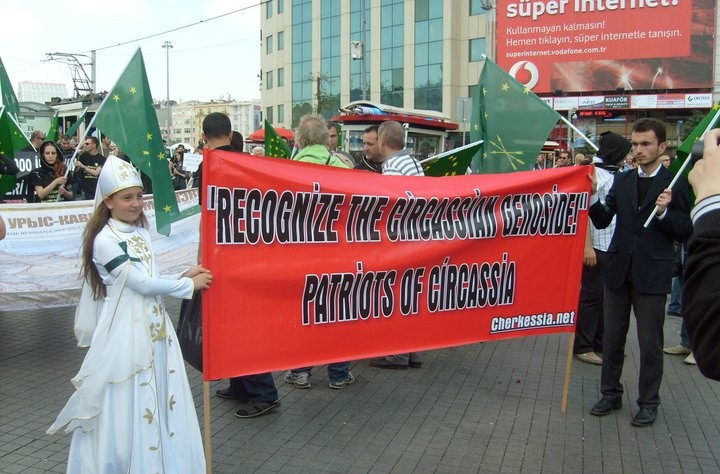
راهپیمایی چرکس‌های خواستار به رسمیت شناختن نسل‌کشی، ترکیه

در ۵ ژوئیه ۲۰۰۵، کنگره چرکس، سازمانی که نمایندگان جوامع مختلف چرکس در فدراسیون روسیه را متحد می‌کند، از مسکو خواست که ابتدا نسل‌کشی را تصدیق کند و سپس به خاطر سیاست‌های تزاری، عذرخواهی کند. درخواست آنها تصریح می‌کند: «طبق اسناد رسمی تزاری، بیش از ۴۰۰۰۰۰ چرکس کشته شده‌اند، ۴۹۷٬۰۰۰ وادار به فرار به خارج از کشور و ترکیه شده‌اند و فقط ۸۰٬۰۰۰ نفر در سرزمین بومی خود زنده مانده‌اند.» پارلمان روسیه (دوما) این دادخواست را در سال ۲۰۰۶ طی بیانیه ای که در آن اقدامات گذشته رژیم شوروی و رژیم‌های پیشین، تأیید شده بود، رد کرد. ضمناً در این بیانیه تأکید شده بود که بر چندین مسئله و معضل معاصر در قفقاز بایستی از طریق همکاری غلبه کرد. نگرانی دولت روسیه این است که به رسمیت شناختن این واقعه به عنوان نسل‌کشی، احتمالاً ادعاهایی در خصوص غرامت مالی پدید خواهد آورد و علاوه بر آن، دیاسپورای چرکس برای بازگشت به وطن تلاش خواهد کرد.

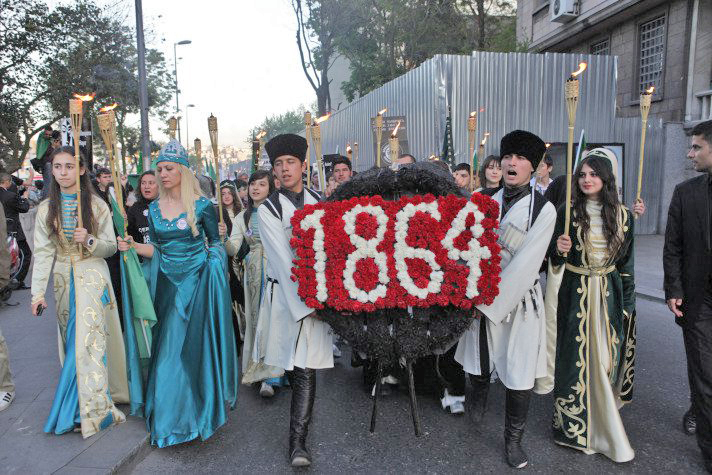
روز سوگواری چرکس. راهپیمایی سالانه یادآوری نسل‌کشی چرکس توسط دیاسپورای چرکس، ترکیه

در ۲۱ مه ۲۰۱۱، پارلمان گرجستان قطعنامه ای را تصویب کرد که اظهار می‌داشت کشتارهای جمعی «از پیش برنامه ریزی شده» چرکس‌ها توسط امپراتوری روسیه، همراه با «قحطی عمدی و بیماری‌های واگیر»، بایستی به عنوان «نسل‌کشی» شناخته شود و کسانی که طی آن حوادث از وطن خود اخراج شده‌اند، بایستی به عنوان «پناهنده» شناخته شوند. گرجستان، که روابط ضعیفی با روسیه دارد، از زمان جنگ روس-گرجستان در سال ۲۰۰۸، به گروه‌های قومی قفقاز شمالی پیوست. به دنبال رایزنی با دانشگاهیان، فعالان حقوق بشر و گروه‌های دیاسپورای چرکس و بحث‌های پارلمانی در تفلیس در سال ۲۰۱۰ و ۲۰۱۱، گرجستان اولین کشوری شد که از کلمه «نسل کشی» برای اشاره به این وقایع استفاده کرد. در تاریخ ۲۰ مه ۲۰۱۱، پارلمان جمهوری گرجستان در قطعنامهٔ خود اعلام کرد که نابودی گستردهٔ مردم چرکس (آدیغه) طی جنگ روسیه-قفقاز و پس از آن، مطابق آنچه در کنوانسیون لاهه ۱۹۰۷ و کنوانسیون سازمان ملل متحد ۱۹۴۸ تعریف شده‌است، قتل‌عام است.
سال بعد، در همان روز ۲۱ مه، بنای یادبودی در آناکلیا، گرجستان به منظور گرامیداشت درد و رنج چرکس‌ها احداث شد.
الکساندر اوتوف، رئیس خودمختاری فرهنگی ملی فدرال چرکس‌های روسیه می‌گوید: اصطلاح قتل‌عام در مصاحبه کومرسانت تأیید شده‌است:
"بله، من معتقدم که مفهوم نسل‌کشی چرکس‌ها تایید شده بود. برای درک اینکه چرا ما در مورد نسل‌کشی صحبت می‌کنیم، باید به تاریخ نگاه کنید. در طول جنگ روسیه-قفقاز، فرماندهان روسی نه تنها چرکس‌ها را اخراج کردند، بلکه آنها را از نظر جسمی نیز نابود کردند. نه تنها آنها را در جنگ کشتند بلکه صدها روستا را با غیرنظامیان آتش زدند. کودکان، زنان و سالمندان، هیچ‌کدام را مستثنی نکردند. کل مزارع محصولات زراعی رسیده، سوزانده شد. باغ‌ها تخریب شدند، تا چرکس‌ها نتوانند به سکونتگاه خود بازگردند. تخریب جمعیت غیرنظامی در مقیاس گسترده آیا این نسل کشی نیست؟"
در روسیه، یک کمیسیون ریاست جمهوری برای «مقابله با تلاش برای جعل تاریخ به زیان روسیه» با توجه به وقایع دهه ۱۸۶۰ تشکیل شده‌است.

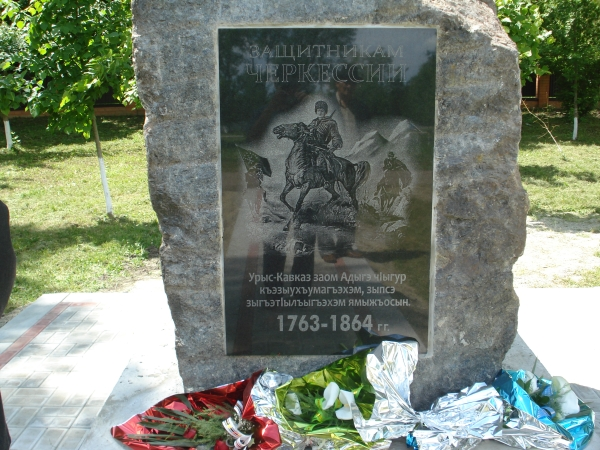
بنای یادبود نسل‌کشی چرکس، جمهوری آدیغه

### نظر محققان
آنسی کالبرگ اظهار می‌کند که «سرکوب روسیه در قفقاز» که روی تاتارهای کریمه و چرکس‌ها تمرکز داشت، منجر شد که کشور روسیه «راهبرد پاکسازی قومی و نسل‌کشی مدرن» را پدیدآورد. در همین حال، پاول هنز معتقد است، با توجه به اینکه چرکس‌ها به سرزمین‌های امپراتوری عثمانی تبعید شدند، وقایع دهه ۱۸۶۰ در چرکسیه، ایدهٔ نسل‌کشی ارمنی‌ها به دست امپراتوری عثمانی را پدیدآورد. اِلمن در نقد کتاب نسل‌کشی چرکس که توسط ریچموند تألیف شده، می‌نویسد که استفاده از این اصطلاح طبق تعریف سازمان ملل متحد موجه است و اشاره به اقداماتی دارد که هدف از آنان این است که «قومیتی را به‌طور کامل یا جزئی از بین ببرند»، و بخشی نیز به آن چرکس‌هایی اشاره دارد که سن پترزبورگ تصور می‌کرد، حاکمیت روسیه را نخواهند پذیرفت.
والتر ریچموند همچنین استدلال می‌کند که با توجه به اینکه وقایع سال ۱۸۶۴ «یکی از اولین نمونه‌های مهندسی اجتماعی مدرن» بوده‌است، اصطلاح «نسل کشی» مناسب است. وی با استناد به حقوق بین‌الملل که می‌گوید «قصد نسل کشی به اعمال ویرانگری گفته می‌شود که هدف خاص آنان ممکن است نسل‌کشی نباشد اما نتایج آن‌ها قابل پیش‌بینی است یا محصول فرعی سیاستی هستند، که با تغییر در آن سیاست می‌شد از این نتایج جلوگیری کرد»، این وقایع را نسل‌کشی می‌داند به این دلیل که تغییر جمعیتی چرکسیه به منطقه ای با اکثریت روس، مطلوب مقامات روسی بوده‌است، و فرماندهان روسی کاملاً از تعداد بالای مرگ و میرها در اثر گرسنگی که حاصل روش‌های جنگی آنان بوده، آگاه بوده‌اند. هدف اصلی فرماندهان روسی از اخراج که آن را ضروری می‌دانستند، تبدیل چرکسیه به منطقه‌ای بود که دائم تحت حاکمیت روسیه باشد و ساکنان بومی چرکس را «کمی فراتر از یک آفت که باید برداشته شود» می‌دیدند.

## تعداد پناهندگان
آلن فیشر می‌نویسد که شمارش دقیق پناهندگان دشوار و غیرممکن است زیرا «اکثر کسانی که قفقاز را ترک می‌کردند، این کار را با عجله و بدون ساماندهی انجام می‌دادند و از هیچ نقطه مرزی رسمی عبور نکرده‌اند تا تعداد آنان به طور رسمی یادداشت شود.»، با این وجود تخمین‌هایی براساس اسناد موجود از جمله اسناد بایگانی روسیه و همچنین اسناد عثمانی صورت گرفته‌است.
- ۱۸۵۲–۱۸۵۸: جمعیت آبخازیا از ۹۸٬۰۰۰ به ۸۹٫۸۶۶ کاهش یافته‌است[۱۶۰]
- ۱۸۵۸–۱۸۶۰: بیش از ۳۰٬۰۰۰ نوقایی منطقه را ترک کرده‌اند
- ۱۸۶۰–۱۸۶۱: ۱۰٬۰۰۰ کاباردین منطقه را ترک کرده‌اند[۱۶۱]
- ۱۸۶۱–۱۸۶۳: ۴٬۳۰۰ خانواده آبازین، ۴٬۰۰۰ خانواده ناتوخای، ۲٬۰۰۰ خانواده تمیرگوی، ۶۰۰ خانواده بسلنی، و ۳۰۰ خانواده ژدوگ تبعید شدند
- تا ۱۸۶۴: ۶۰۰۰۰۰ چرکس منطقه را به مقصد امپراتوری عثمانی ترک کردند، تعداد بیشتری در سال‌های بعد، منطقه را ترک کردند.[۱۶۲]
- ۱۸۶۵: ۵۰۰۰ خانواده چچن به ترکیه اعزام شدند
- ۱۸۶۳–۱۸۶۴: ۴۷۰٬۷۰۳ نفر قفقاز غربی را ترک کردند (طبق گفته گ.آ. دزیزداریا)[۱۶۳]
- ۱۸۶۳–۱۸۶۴: ۳۱۲٬۰۰۰ نفر قفقاز غربی را ترک کردند (طبق گفته ان.گ. ولکووا)
- بین نوامبر ۱۸۶۳ و اوت ۱۸۶۴: بیش از ۳۰۰۰۰۰ چرکس به امپراتوری عثمانی پناه بردند. بیش از دو سوم فوت کردند.[۱۶۴][۱۶۵]
- ۱۸۵۸–۱۸۶۴: ۳۹۸٬۰۰۰ نفر منطقه کوبان را ترک کردند (طبق گفته ان.گ. ولکووا)
- ۱۸۵۸–۱۸۶۴: ۴۹۳۱۹۴ نفر منطقه را ترک کردند (طبق گفته آدولف برژه)
- ۱۸۶۳–۱۸۶۴: ۴۰۰۰۰۰ نفر منطقه را ترک کردند (طبق گفته ان.آی. وورونو)
- ۱۸۶۱–۱۸۶۴: ۴۱۸٬۰۰۰ نفر منطقه را ترک کردند (طبق گفته ستاد اصلی ارتش قفقاز)

## مطالعهٔ بیشتر
- Ahmed, Akbar (2013). The Thistle and the Drone: How America's War on Terror Became a Global War on Tribal Islam. Washington, D.C.: Brookings Institution Press. ISBN 978-0-8157-2379-0.
- Richmond, Walter (2013). "The Circassian Genocide". Rutgers University Press. Retrieved 3 May 2016.
- Shenfield, Stephen D. (1999). "The Circassians: A Forgotten Genocide?".  In Levene, Mark; Roberts, Penny (eds.). The Massacre in History. New York: Berghahn Books. pp. 149–162. ISBN 978-1-57181-935-2.
- Richmond, Walter (2008). The Northwest Caucasus: Past, Present, Future. London: Routledge. ISBN 978-1-134-00249-8.